# Llista d'asteroides (285001-286000)
Llista d'asteroides del 285.001 al 286.000, amb data de descoberta i descobridor. És un fragment de la llista d'asteroides completa. Als asteroides se'ls dona un número quan es confirma la seva òrbita, per tant apareixen llistats aproximadament segons la data de descobriment.

## 285001-285100
| Nom    | Designació provisional | Data de descobriment   | Lloc de descobriment | Descobridor/s                                          |
| ------ | ---------------------- | ---------------------- | -------------------- | ------------------------------------------------------ |
| 285001 | 2010 RN47              | 28 de setembre de 2006 | Kitt Peak            | Spacewatch                                             |
| 285002 | 2010 TU131             | 5 de març de 2006      | Anderson Mesa        | LONEOS                                                 |
| 285003 | 2010 UH46              | 14 d'octubre de 2001   | Socorro              | LINEAR                                                 |
| 285004 | 2010 UY98              | 29 de setembre de 2003 | Apache Point         | Sloan Digital Sky Survey                               |
| 285005 | 2010 VG120             | 15 de desembre de 2001 | Socorro              | LINEAR                                                 |
| 285006 | 2010 VV132             | 15 d'octubre de 1995   | Kitt Peak            | Spacewatch                                             |
| 285007 | 2010 XO55              | 30 de setembre de 2006 | Mount Lemmon         | Mt. Lemmon Survey                                      |
| 285008 | 2011 AP8               | 30 de setembre de 2005 | Mount Lemmon         | Mt. Lemmon Survey                                      |
| 285009 | 2011 AJ20              | 9 de desembre de 2004  | Catalina             | CSS                                                    |
| 285010 | 2011 AM66              | 9 de juliol de 2005    | Kitt Peak            | Spacewatch                                             |
| 285011 | 2011 BY19              | 5 d'abril de 2000      | Socorro              | LINEAR                                                 |
| 285012 | 2011 BP36              | 7 de febrer de 2002    | Palomar              | NEAT                                                   |
| 285013 | 2011 BT89              | 2 de juliol de 2008    | Kitt Peak            | Spacewatch                                             |
| 285014 | 2011 BF94              | 28 de gener de 2006    | Mount Lemmon         | Mt. Lemmon Survey                                      |
| 285015 | 2011 BD114             | 25 de març de 1995     | Kitt Peak            | Spacewatch                                             |
| 285016 | 2011 CZ7               | 3 de setembre de 2004  | Palomar              | NEAT                                                   |
| 285017 | 2011 CZ20              | 25 de desembre de 2005 | Kitt Peak            | Spacewatch                                             |
| 285018 | 2011 CA71              | 19 de setembre de 2001 | Socorro              | LINEAR                                                 |
| 285019 | 2011 CW77              | 26 de febrer de 2007   | Mount Lemmon         | Mt. Lemmon Survey                                      |
| 285020 | 2011 DG4               | 3 d'abril de 2000      | Socorro              | LINEAR                                                 |
| 285021 | 2011 DW10              | 7 de gener de 2005     | Catalina             | CSS                                                    |
| 285022 | 2011 DF18              | 15 de març de 2007     | Kitt Peak            | Spacewatch                                             |
| 285023 | 2011 DT21              | 28 de gener de 2006    | Kitt Peak            | Spacewatch                                             |
| 285024 | 2011 DD40              | 19 de setembre de 2003 | Palomar              | NEAT                                                   |
| 285025 | 2011 DZ40              | 26 de setembre de 2003 | Apache Point         | Sloan Digital Sky Survey                               |
| 285026 | 2011 DA43              | 17 de setembre de 2003 | Palomar              | NEAT                                                   |
| 285027 | 2011 DX45              | 5 d'octubre de 2002    | Apache Point         | Sloan Digital Sky Survey                               |
| 285028 | 2011 EO                | 10 de desembre de 2004 | Kitt Peak            | Spacewatch                                             |
| 285029 | 2011 EW10              | 27 de març de 2003     | Kitt Peak            | Spacewatch                                             |
| 285030 | 2011 EJ11              | 28 de setembre de 2002 | Haleakala            | NEAT                                                   |
| 285031 | 2011 EO14              | 20 de setembre de 2008 | Mount Lemmon         | Mt. Lemmon Survey                                      |
| 285032 | 2011 EX26              | 4 de novembre de 2005  | Kitt Peak            | Spacewatch                                             |
| 285033 | 2011 ED40              | 18 de novembre de 1998 | Kitt Peak            | Spacewatch                                             |
| 285034 | 2011 EJ42              | 25 d'octubre de 2005   | Mount Lemmon         | Mt. Lemmon Survey                                      |
| 285035 | 2011 EC44              | 3 de febrer de 2000    | Socorro              | LINEAR                                                 |
| 285036 | 2011 EJ51              | 6 d'abril de 2000      | Anderson Mesa        | LONEOS                                                 |
| 285037 | 2011 ES51              | 29 de desembre de 2003 | Kitt Peak            | Spacewatch                                             |
| 285038 | 2011 EU54              | 26 de març de 2006     | Kitt Peak            | Spacewatch                                             |
| 285039 | 2011 EY54              | 30 d'agost de 2002     | Kitt Peak            | Spacewatch                                             |
| 285040 | 2011 EO77              | 20 de febrer de 2006   | Kitt Peak            | Spacewatch                                             |
| 285041 | 2011 FC5               | 25 de juliol de 2007   | Lulin                | LUSS                                                   |
| 285042 | 2011 FZ5               | 4 de març de 2006      | Mount Lemmon         | Mt. Lemmon Survey                                      |
| 285043 | 2011 FJ10              | 11 de setembre de 2005 | Kitt Peak            | Spacewatch                                             |
| 285044 | 2011 FT10              | 12 de març de 2007     | Kitt Peak            | Spacewatch                                             |
| 285045 | 2011 FW97              | 3 de desembre de 2005  | Kitt Peak            | Spacewatch                                             |
| 285046 | 2011 FZ132             | 30 de març de 2000     | Kitt Peak            | Spacewatch                                             |
| 285047 | 2011 FG147             | 25 de desembre de 2005 | Anderson Mesa        | LONEOS                                                 |
| 285048 | 2011 FJ154             | 15 de març de 2007     | Kitt Peak            | Spacewatch                                             |
| 285049 | 2011 GM32              | 4 de novembre de 2005  | Kitt Peak            | Spacewatch                                             |
| 285050 | 2011 GU32              | 25 de febrer de 2007   | Kitt Peak            | Spacewatch                                             |
| 285051 | 2011 GD43              | 14 de desembre de 2001 | Socorro              | LINEAR                                                 |
| 285052 | 2011 GX85              | 15 de juliol de 1998   | Kitt Peak            | Spacewatch                                             |
| 285053 | 2011 HN8               | 15 de maig de 1996     | Kitt Peak            | Spacewatch                                             |
| 285054 | 2011 HK18              | 8 d'abril de 2002      | Palomar              | NEAT                                                   |
| 285055 | 2011 HT18              | 6 de desembre de 2005  | Kitt Peak            | Spacewatch                                             |
| 285056 | 2011 HG25              | 6 de novembre de 2005  | Kitt Peak            | Spacewatch                                             |
| 285057 | 2011 HW25              | 23 de gener de 2006    | Mount Lemmon         | Mt. Lemmon Survey                                      |
| 285058 | 2011 HK30              | 3 d'abril de 2002      | Kitt Peak            | Spacewatch                                             |
| 285059 | 2011 HV60              | 29 d'abril de 2011     | Mount Lemmon         | Mt. Lemmon Survey                                      |
| 285060 | 2011 HT91              | 20 de novembre de 2004 | Kitt Peak            | Spacewatch                                             |
| 285061 | 2011 HZ100             | 18 d'octubre de 2004   | Kitt Peak            | M. W. Buie                                             |
| 285062 | 2011 JK29              | 27 de febrer de 2007   | Kitt Peak            | Spacewatch                                             |
| 285063 | 2011 KV                | 28 de març de 1995     | Kitt Peak            | Spacewatch                                             |
| 285064 | 2011 KG3               | 20 d'octubre de 2003   | Kitt Peak            | Spacewatch                                             |
| 285065 | 2011 KM11              | 12 d'abril de 2004     | Palomar              | NEAT                                                   |
| 285066 | 2011 KO11              | 21 d'agost de 2004     | Catalina             | CSS                                                    |
| 285067 | 2011 KS20              | 18 de novembre de 2008 | Kitt Peak            | Spacewatch                                             |
| 285068 | 2011 KA23              | 13 d'abril de 1996     | Kitt Peak            | Spacewatch                                             |
| 285069 | 2011 KB23              | 3 d'octubre de 2008    | Kitt Peak            | Spacewatch                                             |
| 285070 | 2011 KO24              | 16 de gener de 2005    | Kitt Peak            | Spacewatch                                             |
| 285071 | 2011 KK25              | 27 d'octubre de 2008   | Mount Lemmon         | Mt. Lemmon Survey                                      |
| 285072 | 2011 KQ25              | 25 de març de 2000     | Kitt Peak            | Spacewatch                                             |
| 285073 | 2011 KH28              | 30 d'agost de 2005     | Kitt Peak            | Spacewatch                                             |
| 285074 | 2011 KO28              | 24 de març de 2006     | Kitt Peak            | Spacewatch                                             |
| 285075 | 2011 KF33              | 14 de març de 2004     | Kitt Peak            | Spacewatch                                             |
| 285076 | 2011 KG33              | 16 d'agost de 2001     | Palomar              | NEAT                                                   |
| 285077 | 2227 T-2               | 29 de setembre de 1973 | Palomar              | C. J. van Houten, I. van Houten-Groeneveld, T. Gehrels |
| 285078 | 2459 T-3               | 16 d'octubre de 1977   | Palomar              | C. J. van Houten, I. van Houten-Groeneveld, T. Gehrels |
| 285079 | 1981 EQ36              | 7 de març de 1981      | Siding Spring        | S. J. Bus                                              |
| 285080 | 1981 EB47              | 2 de març de 1981      | Siding Spring        | S. J. Bus                                              |
| 285081 | 1991 FD1               | 18 de març de 1991     | Kitt Peak            | Spacewatch                                             |
| 285082 | 1991 TJ15              | 6 d'octubre de 1991    | Palomar              | A. Lowe                                                |
| 285083 | 1992 DS8               | 29 de febrer de 1992   | La Silla             | UESAC                                                  |
| 285084 | 1992 SY10              | 28 de setembre de 1992 | Kitt Peak            | Spacewatch                                             |
| 285085 | 1992 UM7               | 18 d'octubre de 1992   | Kitt Peak            | Spacewatch                                             |
| 285086 | 1993 FA38              | 19 de març de 1993     | La Silla             | UESAC                                                  |
| 285087 | 1993 HN4               | 21 d'abril de 1993     | Kitt Peak            | Spacewatch                                             |
| 285088 | 1993 TQ7               | 9 d'octubre de 1993    | Kitt Peak            | Spacewatch                                             |
| 285089 | 1993 TT23              | 9 d'octubre de 1993    | La Silla             | E. W. Elst                                             |
| 285090 | 1993 TV24              | 9 d'octubre de 1993    | La Silla             | E. W. Elst                                             |
| 285091 | 1994 AL7               | 7 de gener de 1994     | Kitt Peak            | Spacewatch                                             |
| 285092 | 1994 AP14              | 13 de gener de 1994    | Kitt Peak            | Spacewatch                                             |
| 285093 | 1994 HC                | 19 d'abril de 1994     | Kitt Peak            | Spacewatch                                             |
| 285094 | 1994 PR7               | 10 d'agost de 1994     | La Silla             | E. W. Elst                                             |
| 285095 | 1994 RC3               | 2 de setembre de 1994  | Kitt Peak            | Spacewatch                                             |
| 285096 | 1994 TZ10              | 9 d'octubre de 1994    | Kitt Peak            | Spacewatch                                             |
| 285097 | 1994 UM8               | 28 d'octubre de 1994   | Kitt Peak            | Spacewatch                                             |
| 285098 | 1994 UZ8               | 28 d'octubre de 1994   | Kitt Peak            | Spacewatch                                             |
| 285099 | 1994 VT3               | 1 de novembre de 1994  | Kitt Peak            | Spacewatch                                             |
| 285100 | 1994 WX7               | 28 de novembre de 1994 | Kitt Peak            | Spacewatch                                             |

## 285101-285200
| Nom    | Designació provisional | Data de descobriment   | Lloc de descobriment | Descobridor/s                        |
| ------ | ---------------------- | ---------------------- | -------------------- | ------------------------------------ |
| 285101 | 1994 WD13              | 28 de novembre de 1994 | Kitt Peak            | Spacewatch                           |
| 285102 | 1995 BZ5               | 28 de gener de 1995    | Kitt Peak            | Spacewatch                           |
| 285103 | 1995 BW7               | 29 de gener de 1995    | Kitt Peak            | Spacewatch                           |
| 285104 | 1995 CR3               | 1 de febrer de 1995    | Kitt Peak            | Spacewatch                           |
| 285105 | 1995 CS4               | 1 de febrer de 1995    | Kitt Peak            | Spacewatch                           |
| 285106 | 1995 FL7               | 25 de març de 1995     | Kitt Peak            | Spacewatch                           |
| 285107 | 1995 HQ2               | 25 d'abril de 1995     | Kitt Peak            | Spacewatch                           |
| 285108 | 1995 HB3               | 26 d'abril de 1995     | Kitt Peak            | Spacewatch                           |
| 285109 | 1995 JS                | 1 de maig de 1995      | Kitt Peak            | Spacewatch                           |
| 285110 | 1995 MA1               | 29 de juny de 1995     | Kitt Peak            | Spacewatch                           |
| 285111 | 1995 MX3               | 29 de juny de 1995     | Kitt Peak            | Spacewatch                           |
| 285112 | 1995 MU6               | 29 de juny de 1995     | Kitt Peak            | Spacewatch                           |
| 285113 | 1995 OE13              | 22 de juliol de 1995   | Kitt Peak            | Spacewatch                           |
| 285114 | 1995 OY16              | 27 de juliol de 1995   | Kitt Peak            | Spacewatch                           |
| 285115 | 1995 QB4               | 17 d'agost de 1995     | Kitt Peak            | Spacewatch                           |
| 285116 | 1995 SN1               | 18 de setembre de 1995 | Modra                | A. Galad                             |
| 285117 | 1995 ST8               | 17 de setembre de 1995 | Kitt Peak            | Spacewatch                           |
| 285118 | 1995 SE14              | 18 de setembre de 1995 | Kitt Peak            | Spacewatch                           |
| 285119 | 1995 ST14              | 18 de setembre de 1995 | Kitt Peak            | Spacewatch                           |
| 285120 | 1995 SN21              | 19 de setembre de 1995 | Kitt Peak            | Spacewatch                           |
| 285121 | 1995 SO25              | 19 de setembre de 1995 | Kitt Peak            | Spacewatch                           |
| 285122 | 1995 SD36              | 23 de setembre de 1995 | Kitt Peak            | Spacewatch                           |
| 285123 | 1995 SG42              | 25 de setembre de 1995 | Kitt Peak            | Spacewatch                           |
| 285124 | 1995 SK44              | 25 de setembre de 1995 | Kitt Peak            | Spacewatch                           |
| 285125 | 1995 SQ45              | 26 de setembre de 1995 | Kitt Peak            | Spacewatch                           |
| 285126 | 1995 SZ48              | 21 de setembre de 1995 | Kitt Peak            | Spacewatch                           |
| 285127 | 1995 SR50              | 26 de setembre de 1995 | Kitt Peak            | Spacewatch                           |
| 285128 | 1995 SP51              | 26 de setembre de 1995 | Kitt Peak            | Spacewatch                           |
| 285129 | 1995 SD62              | 25 de setembre de 1995 | Kitt Peak            | Spacewatch                           |
| 285130 | 1995 SZ62              | 25 de setembre de 1995 | Kitt Peak            | Spacewatch                           |
| 285131 | 1995 SA63              | 25 de setembre de 1995 | Kitt Peak            | Spacewatch                           |
| 285132 | 1995 SY63              | 26 de setembre de 1995 | Kitt Peak            | Spacewatch                           |
| 285133 | 1995 SJ64              | 18 de setembre de 1995 | Kitt Peak            | Spacewatch                           |
| 285134 | 1995 SA72              | 19 de setembre de 1995 | Kitt Peak            | Spacewatch                           |
| 285135 | 1995 SB72              | 19 de setembre de 1995 | Kitt Peak            | Spacewatch                           |
| 285136 | 1995 SR76              | 20 de setembre de 1995 | Kitt Peak            | Spacewatch                           |
| 285137 | 1995 SN80              | 29 de setembre de 1995 | Kitt Peak            | Spacewatch                           |
| 285138 | 1995 SZ81              | 22 de setembre de 1995 | Kitt Peak            | Spacewatch                           |
| 285139 | 1995 SO87              | 26 de setembre de 1995 | Kitt Peak            | Spacewatch                           |
| 285140 | 1995 TM9               | 1 d'octubre de 1995    | Kitt Peak            | Spacewatch                           |
| 285141 | 1995 TG12              | 15 d'octubre de 1995   | Kitt Peak            | Spacewatch                           |
| 285142 | 1995 UG1               | 22 d'octubre de 1995   | Klet                 | Klet                                 |
| 285143 | 1995 UZ4               | 23 d'octubre de 1995   | Xinglong             | Beijing Schmidt CCD Asteroid Program |
| 285144 | 1995 UX12              | 17 d'octubre de 1995   | Kitt Peak            | Spacewatch                           |
| 285145 | 1995 UU15              | 17 d'octubre de 1995   | Kitt Peak            | Spacewatch                           |
| 285146 | 1995 UL17              | 17 d'octubre de 1995   | Kitt Peak            | Spacewatch                           |
| 285147 | 1995 UA18              | 18 d'octubre de 1995   | Kitt Peak            | Spacewatch                           |
| 285148 | 1995 UL20              | 19 d'octubre de 1995   | Kitt Peak            | Spacewatch                           |
| 285149 | 1995 UN50              | 17 d'octubre de 1995   | Kitt Peak            | Spacewatch                           |
| 285150 | 1995 UD62              | 25 d'octubre de 1995   | Kitt Peak            | Spacewatch                           |
| 285151 | 1995 UB63              | 25 d'octubre de 1995   | Kitt Peak            | Spacewatch                           |
| 285152 | 1995 UR65              | 27 d'octubre de 1995   | Kitt Peak            | Spacewatch                           |
| 285153 | 1995 UA70              | 19 d'octubre de 1995   | Kitt Peak            | Spacewatch                           |
| 285154 | 1995 UM77              | 22 d'octubre de 1995   | Kitt Peak            | Spacewatch                           |
| 285155 | 1995 VF4               | 14 de novembre de 1995 | Kitt Peak            | Spacewatch                           |
| 285156 | 1995 VR8               | 14 de novembre de 1995 | Kitt Peak            | Spacewatch                           |
| 285157 | 1995 VY12              | 15 de novembre de 1995 | Kitt Peak            | Spacewatch                           |
| 285158 | 1995 VA13              | 15 de novembre de 1995 | Kitt Peak            | Spacewatch                           |
| 285159 | 1995 VK18              | 15 de novembre de 1995 | Kitt Peak            | Spacewatch                           |
| 285160 | 1995 WP6               | 21 de novembre de 1995 | Kitt Peak            | Spacewatch                           |
| 285161 | 1995 WA10              | 16 de novembre de 1995 | Kitt Peak            | Spacewatch                           |
| 285162 | 1995 WB14              | 16 de novembre de 1995 | Kitt Peak            | Spacewatch                           |
| 285163 | 1995 WK16              | 17 de novembre de 1995 | Kitt Peak            | Spacewatch                           |
| 285164 | 1995 WS36              | 21 de novembre de 1995 | Kitt Peak            | Spacewatch                           |
| 285165 | 1995 XC3               | 14 de desembre de 1995 | Kitt Peak            | Spacewatch                           |
| 285166 | 1995 YE11              | 18 de desembre de 1995 | Kitt Peak            | Spacewatch                           |
| 285167 | 1995 YJ11              | 18 de desembre de 1995 | Kitt Peak            | Spacewatch                           |
| 285168 | 1995 YK14              | 20 de desembre de 1995 | Kitt Peak            | Spacewatch                           |
| 285169 | 1996 AN7               | 12 de gener de 1996    | Kitt Peak            | Spacewatch                           |
| 285170 | 1996 BZ6               | 19 de gener de 1996    | Kitt Peak            | Spacewatch                           |
| 285171 | 1996 ET5               | 11 de març de 1996     | Kitt Peak            | Spacewatch                           |
| 285172 | 1996 ER6               | 11 de març de 1996     | Kitt Peak            | Spacewatch                           |
| 285173 | 1996 ES8               | 12 de març de 1996     | Kitt Peak            | Spacewatch                           |
| 285174 | 1996 FY5               | 17 de març de 1996     | Kitt Peak            | Spacewatch                           |
| 285175 | 1996 GJ3               | 9 d'abril de 1996      | Kitt Peak            | Spacewatch                           |
| 285176 | 1996 GQ6               | 12 d'abril de 1996     | Kitt Peak            | Spacewatch                           |
| 285177 | 1996 GU10              | 13 d'abril de 1996     | Kitt Peak            | Spacewatch                           |
| 285178 | 1996 OZ                | 18 de juliol de 1996   | Socorro              | R. Weber                             |
| 285179 | 1996 TY11              | 15 d'octubre de 1996   | Kitt Peak            | Spacewatch                           |
| 285180 | 1996 TH16              | 4 d'octubre de 1996    | Kitt Peak            | Spacewatch                           |
| 285181 | 1996 TA17              | 4 d'octubre de 1996    | Kitt Peak            | Spacewatch                           |
| 285182 | 1996 TU18              | 4 d'octubre de 1996    | Kitt Peak            | Spacewatch                           |
| 285183 | 1996 TA29              | 7 d'octubre de 1996    | Kitt Peak            | Spacewatch                           |
| 285184 | 1996 TD36              | 11 d'octubre de 1996   | Kitt Peak            | Spacewatch                           |
| 285185 | 1996 TL37              | 12 d'octubre de 1996   | Kitt Peak            | Spacewatch                           |
| 285186 | 1996 TK39              | 8 d'octubre de 1996    | La Silla             | E. W. Elst                           |
| 285187 | 1996 TS46              | 10 d'octubre de 1996   | Kitt Peak            | Spacewatch                           |
| 285188 | 1996 VC10              | 3 de novembre de 1996  | Kitt Peak            | Spacewatch                           |
| 285189 | 1996 VU10              | 4 de novembre de 1996  | Kitt Peak            | Spacewatch                           |
| 285190 | 1996 VV10              | 4 de novembre de 1996  | Kitt Peak            | Spacewatch                           |
| 285191 | 1996 VK13              | 5 de novembre de 1996  | Kitt Peak            | Spacewatch                           |
| 285192 | 1996 VO13              | 5 de novembre de 1996  | Kitt Peak            | Spacewatch                           |
| 285193 | 1996 VW16              | 6 de novembre de 1996  | Kitt Peak            | Spacewatch                           |
| 285194 | 1996 VG18              | 6 de novembre de 1996  | Kitt Peak            | Spacewatch                           |
| 285195 | 1996 VB23              | 9 de novembre de 1996  | Kitt Peak            | Spacewatch                           |
| 285196 | 1996 VS28              | 13 de novembre de 1996 | Kitt Peak            | Spacewatch                           |
| 285197 | 1996 VU34              | 8 de novembre de 1996  | Kitt Peak            | Spacewatch                           |
| 285198 | 1996 VA42              | 8 de novembre de 1996  | Kitt Peak            | Spacewatch                           |
| 285199 | 1996 XP4               | 6 de desembre de 1996  | Kitt Peak            | Spacewatch                           |
| 285200 | 1996 XE7               | 1 de desembre de 1996  | Kitt Peak            | Spacewatch                           |

## 285201-285300
| Nom    | Designació provisional | Data de descobriment   | Lloc de descobriment | Descobridor/s                        |
| ------ | ---------------------- | ---------------------- | -------------------- | ------------------------------------ |
| 285201 | 1996 XM7               | 1 de desembre de 1996  | Kitt Peak            | Spacewatch                           |
| 285202 | 1996 XY9               | 1 de desembre de 1996  | Kitt Peak            | Spacewatch                           |
| 285203 | 1996 XD16              | 4 de desembre de 1996  | Kitt Peak            | Spacewatch                           |
| 285204 | 1996 XF16              | 4 de desembre de 1996  | Kitt Peak            | Spacewatch                           |
| 285205 | 1996 XD18              | 7 de desembre de 1996  | Kitt Peak            | Spacewatch                           |
| 285206 | 1996 XY20              | 5 de desembre de 1996  | Kitt Peak            | Spacewatch                           |
| 285207 | 1996 XT23              | 1 de desembre de 1996  | Kitt Peak            | Spacewatch                           |
| 285208 | 1996 XB24              | 5 de desembre de 1996  | Kitt Peak            | Spacewatch                           |
| 285209 | 1996 XP34              | 9 de desembre de 1996  | Kitt Peak            | Spacewatch                           |
| 285210 | 1997 BK6               | 31 de gener de 1997    | Kitt Peak            | Spacewatch                           |
| 285211 | 1997 BS8               | 31 de gener de 1997    | Kitt Peak            | Spacewatch                           |
| 285212 | 1997 CU12              | 3 de febrer de 1997    | Kitt Peak            | Spacewatch                           |
| 285213 | 1997 EM3               | 2 de març de 1997      | Kitt Peak            | Spacewatch                           |
| 285214 | 1997 EV3               | 2 de març de 1997      | Kitt Peak            | Spacewatch                           |
| 285215 | 1997 EG6               | 6 de març de 1997      | Prescott             | P. G. Comba                          |
| 285216 | 1997 EF9               | 2 de març de 1997      | Kitt Peak            | Spacewatch                           |
| 285217 | 1997 EK28              | 7 de març de 1997      | Kitt Peak            | Spacewatch                           |
| 285218 | 1997 GE3               | 7 d'abril de 1997      | Kitt Peak            | Spacewatch                           |
| 285219 | 1997 GK27              | 9 d'abril de 1997      | Kitt Peak            | Spacewatch                           |
| 285220 | 1997 JQ3               | 5 de maig de 1997      | Mauna Kea            | C. Veillet                           |
| 285221 | 1997 KA2               | 28 de maig de 1997     | Kitt Peak            | Spacewatch                           |
| 285222 | 1997 KD2               | 28 de maig de 1997     | Kitt Peak            | Spacewatch                           |
| 285223 | 1997 MV7               | 29 de juny de 1997     | Kitt Peak            | Spacewatch                           |
| 285224 | 1997 NC2               | 3 de juliol de 1997    | Kitt Peak            | Spacewatch                           |
| 285225 | 1997 NG4               | 6 de juliol de 1997    | Kitt Peak            | Spacewatch                           |
| 285226 | 1997 QU2               | 31 d'agost de 1997     | Klet                 | Z. Moravec                           |
| 285227 | 1997 SR4               | 27 de setembre de 1997 | Kitt Peak            | Spacewatch                           |
| 285228 | 1997 SC12              | 27 de setembre de 1997 | Kitt Peak            | Spacewatch                           |
| 285229 | 1997 SP12              | 28 de setembre de 1997 | Kitt Peak            | Spacewatch                           |
| 285230 | 1997 ST14              | 28 de setembre de 1997 | Kitt Peak            | Spacewatch                           |
| 285231 | 1997 SJ19              | 28 de setembre de 1997 | Kitt Peak            | Spacewatch                           |
| 285232 | 1997 SS21              | 29 de setembre de 1997 | Kitt Peak            | Spacewatch                           |
| 285233 | 1997 SN22              | 29 de setembre de 1997 | Kitt Peak            | Spacewatch                           |
| 285234 | 1997 SA27              | 29 de setembre de 1997 | Kitt Peak            | Spacewatch                           |
| 285235 | 1997 TB7               | 2 d'octubre de 1997    | Caussols             | ODAS                                 |
| 285236 | 1997 TF12              | 2 d'octubre de 1997    | Kitt Peak            | Spacewatch                           |
| 285237 | 1997 TT19              | 2 d'octubre de 1997    | Kitt Peak            | Spacewatch                           |
| 285238 | 1997 WX10              | 22 de novembre de 1997 | Kitt Peak            | Spacewatch                           |
| 285239 | 1997 WC14              | 22 de novembre de 1997 | Kitt Peak            | Spacewatch                           |
| 285240 | 1997 WW15              | 23 de novembre de 1997 | Kitt Peak            | Spacewatch                           |
| 285241 | 1997 WV24              | 28 de novembre de 1997 | Kitt Peak            | Spacewatch                           |
| 285242 | 1997 WU26              | 28 de novembre de 1997 | Kitt Peak            | Spacewatch                           |
| 285243 | 1997 YS15              | 29 de desembre de 1997 | Kitt Peak            | Spacewatch                           |
| 285244 | 1998 BO3               | 18 de gener de 1998    | Kitt Peak            | Spacewatch                           |
| 285245 | 1998 BH21              | 22 de gener de 1998    | Kitt Peak            | Spacewatch                           |
| 285246 | 1998 BM24              | 26 de gener de 1998    | Kitt Peak            | Spacewatch                           |
| 285247 | 1998 BG46              | 26 de gener de 1998    | Kitt Peak            | Spacewatch                           |
| 285248 | 1998 DZ6               | 17 de febrer de 1998   | Kitt Peak            | Spacewatch                           |
| 285249 | 1998 DP7               | 22 de febrer de 1998   | Kitt Peak            | Spacewatch                           |
| 285250 | 1998 DH8               | 21 de febrer de 1998   | Xinglong             | Beijing Schmidt CCD Asteroid Program |
| 285251 | 1998 DD27              | 24 de febrer de 1998   | Kitt Peak            | Spacewatch                           |
| 285252 | 1998 FK14              | 25 de març de 1998     | Socorro              | LINEAR                               |
| 285253 | 1998 HF                | 17 d'abril de 1998     | Kitt Peak            | Spacewatch                           |
| 285254 | 1998 HK2               | 19 d'abril de 1998     | Kitt Peak            | Spacewatch                           |
| 285255 | 1998 HQ2               | 20 d'abril de 1998     | Kitt Peak            | Spacewatch                           |
| 285256 | 1998 HY9               | 19 d'abril de 1998     | Kitt Peak            | Spacewatch                           |
| 285257 | 1998 HD15              | 18 d'abril de 1998     | Kitt Peak            | Spacewatch                           |
| 285258 | 1998 HZ97              | 21 d'abril de 1998     | Socorro              | LINEAR                               |
| 285259 | 1998 HL110             | 23 d'abril de 1998     | Socorro              | LINEAR                               |
| 285260 | 1998 KY42              | 28 de maig de 1998     | Kitt Peak            | Spacewatch                           |
| 285261 | 1998 MR4               | 18 de juny de 1998     | Kitt Peak            | Spacewatch                           |
| 285262 | 1998 MQ36              | 27 de juny de 1998     | Kitt Peak            | Spacewatch                           |
| 285263 | 1998 QE2               | 19 d'agost de 1998     | Socorro              | LINEAR                               |
| 285264 | 1998 QF5               | 22 d'agost de 1998     | Xinglong             | Beijing Schmidt CCD Asteroid Program |
| 285265 | 1998 QS15              | 24 d'agost de 1998     | Socorro              | LINEAR                               |
| 285266 | 1998 QA16              | 23 d'agost de 1998     | Anderson Mesa        | LONEOS                               |
| 285267 | 1998 QD27              | 24 d'agost de 1998     | Socorro              | LINEAR                               |
| 285268 | 1998 QY57              | 30 d'agost de 1998     | Kitt Peak            | Spacewatch                           |
| 285269 | 1998 QK84              | 24 d'agost de 1998     | Socorro              | LINEAR                               |
| 285270 | 1998 QO97              | 24 d'agost de 1998     | Socorro              | LINEAR                               |
| 285271 | 1998 RW6               | 12 de setembre de 1998 | Kitt Peak            | Spacewatch                           |
| 285272 | 1998 RM11              | 13 de setembre de 1998 | Kitt Peak            | Spacewatch                           |
| 285273 | 1998 RE13              | 14 de setembre de 1998 | Kitt Peak            | Spacewatch                           |
| 285274 | 1998 RD21              | 14 de setembre de 1998 | Kitt Peak            | Spacewatch                           |
| 285275 | 1998 RZ24              | 14 de setembre de 1998 | Socorro              | LINEAR                               |
| 285276 | 1998 RH54              | 14 de setembre de 1998 | Socorro              | LINEAR                               |
| 285277 | 1998 RL63              | 14 de setembre de 1998 | Socorro              | LINEAR                               |
| 285278 | 1998 SN5               | 19 de setembre de 1998 | Kitt Peak            | Spacewatch                           |
| 285279 | 1998 SD14              | 17 de setembre de 1998 | Anderson Mesa        | LONEOS                               |
| 285280 | 1998 SF28              | 24 de setembre de 1998 | Woomera              | F. B. Zoltowski                      |
| 285281 | 1998 SD33              | 18 de setembre de 1998 | Socorro              | LINEAR                               |
| 285282 | 1998 SG33              | 19 de setembre de 1998 | Socorro              | LINEAR                               |
| 285283 | 1998 SM36              | 18 de setembre de 1998 | Kitt Peak            | Spacewatch                           |
| 285284 | 1998 SV47              | 26 de setembre de 1998 | Kitt Peak            | Spacewatch                           |
| 285285 | 1998 SP63              | 29 de setembre de 1998 | Xinglong             | Beijing Schmidt CCD Asteroid Program |
| 285286 | 1998 SP76              | 19 de setembre de 1998 | Socorro              | LINEAR                               |
| 285287 | 1998 ST78              | 26 de setembre de 1998 | Socorro              | LINEAR                               |
| 285288 | 1998 SO96              | 26 de setembre de 1998 | Socorro              | LINEAR                               |
| 285289 | 1998 SD113             | 26 de setembre de 1998 | Socorro              | LINEAR                               |
| 285290 | 1998 SS140             | 23 de setembre de 1998 | Socorro              | LINEAR                               |
| 285291 | 1998 SJ152             | 26 de setembre de 1998 | Socorro              | LINEAR                               |
| 285292 | 1998 SL157             | 26 de setembre de 1998 | Socorro              | LINEAR                               |
| 285293 | 1998 SX173             | 19 de setembre de 1998 | Apache Point         | Sloan Digital Sky Survey             |
| 285294 | 1998 SP176             | 19 de setembre de 1998 | Apache Point         | Sloan Digital Sky Survey             |
| 285295 | 1998 TY4               | 13 d'octubre de 1998   | Kitt Peak            | Spacewatch                           |
| 285296 | 1998 TZ4               | 13 d'octubre de 1998   | Kitt Peak            | Spacewatch                           |
| 285297 | 1998 TQ7               | 13 d'octubre de 1998   | Kitt Peak            | Spacewatch                           |
| 285298 | 1998 TR12              | 13 d'octubre de 1998   | Kitt Peak            | Spacewatch                           |
| 285299 | 1998 TJ16              | 14 d'octubre de 1998   | Visnjan              | K. Korlevic                          |
| 285300 | 1998 TT16              | 14 d'octubre de 1998   | Caussols             | ODAS                                 |

## 285301-285400
| Nom    | Designació provisional | Data de descobriment   | Lloc de descobriment | Descobridor/s            |
| ------ | ---------------------- | ---------------------- | -------------------- | ------------------------ |
| 285301 | 1998 TU19              | 12 d'octubre de 1998   | Kitt Peak            | Spacewatch               |
| 285302 | 1998 UD12              | 17 d'octubre de 1998   | Kitt Peak            | Spacewatch               |
| 285303 | 1998 UD46              | 24 d'octubre de 1998   | Kitt Peak            | Spacewatch               |
| 285304 | 1998 VR3               | 10 de novembre de 1998 | Caussols             | ODAS                     |
| 285305 | 1998 VN46              | 14 de novembre de 1998 | Kitt Peak            | Spacewatch               |
| 285306 | 1998 VQ46              | 14 de novembre de 1998 | Kitt Peak            | Spacewatch               |
| 285307 | 1998 WX36              | 21 de novembre de 1998 | Kitt Peak            | Spacewatch               |
| 285308 | 1998 WV38              | 21 de novembre de 1998 | Kitt Peak            | Spacewatch               |
| 285309 | 1998 WZ38              | 21 de novembre de 1998 | Kitt Peak            | Spacewatch               |
| 285310 | 1998 XH4               | 8 de desembre de 1998  | Kitt Peak            | Spacewatch               |
| 285311 | 1998 XV6               | 8 de desembre de 1998  | Kitt Peak            | Spacewatch               |
| 285312 | 1998 XQ15              | 15 de desembre de 1998 | Caussols             | ODAS                     |
| 285313 | 1998 XH18              | 8 de desembre de 1998  | Kitt Peak            | Spacewatch               |
| 285314 | 1998 XT20              | 10 de desembre de 1998 | Kitt Peak            | Spacewatch               |
| 285315 | 1998 YZ12              | 16 de desembre de 1998 | Kitt Peak            | Spacewatch               |
| 285316 | 1998 YE17              | 22 de desembre de 1998 | Kitt Peak            | Spacewatch               |
| 285317 | 1998 YR21              | 26 de desembre de 1998 | Kitt Peak            | Spacewatch               |
| 285318 | 1999 BG30              | 19 de gener de 1999    | Kitt Peak            | Spacewatch               |
| 285319 | 1999 BD31              | 19 de gener de 1999    | Kitt Peak            | Spacewatch               |
| 285320 | 1999 CS10              | 12 de febrer de 1999   | Socorro              | LINEAR                   |
| 285321 | 1999 CT57              | 10 de febrer de 1999   | Socorro              | LINEAR                   |
| 285322 | 1999 CW134             | 7 de febrer de 1999    | Kitt Peak            | Spacewatch               |
| 285323 | 1999 CY140             | 9 de febrer de 1999    | Kitt Peak            | Spacewatch               |
| 285324 | 1999 CM147             | 9 de febrer de 1999    | Kitt Peak            | Spacewatch               |
| 285325 | 1999 EH8               | 13 de març de 1999     | Kitt Peak            | Spacewatch               |
| 285326 | 1999 EU10              | 14 de març de 1999     | Kitt Peak            | Spacewatch               |
| 285327 | 1999 EL13              | 10 de març de 1999     | Kitt Peak            | Spacewatch               |
| 285328 | 1999 FC3               | 17 de març de 1999     | Kitt Peak            | Spacewatch               |
| 285329 | 1999 FG17              | 23 de març de 1999     | Kitt Peak            | Spacewatch               |
| 285330 | 1999 FH17              | 23 de març de 1999     | Kitt Peak            | Spacewatch               |
| 285331 | 1999 FN53              | 31 de març de 1999     | Anderson Mesa        | LONEOS                   |
| 285332 | 1999 FW74              | 20 de març de 1999     | Apache Point         | Sloan Digital Sky Survey |
| 285333 | 1999 FZ74              | 20 de març de 1999     | Apache Point         | Sloan Digital Sky Survey |
| 285334 | 1999 FO75              | 20 de març de 1999     | Apache Point         | Sloan Digital Sky Survey |
| 285335 | 1999 FV87              | 21 de març de 1999     | Apache Point         | Sloan Digital Sky Survey |
| 285336 | 1999 FO95              | 21 de març de 1999     | Apache Point         | Sloan Digital Sky Survey |
| 285337 | 1999 GZ56              | 9 d'abril de 1999      | Kitt Peak            | Spacewatch               |
| 285338 | 1999 JK5               | 10 de maig de 1999     | Socorro              | LINEAR                   |
| 285339 | 1999 JR6               | 10 de maig de 1999     | Socorro              | LINEAR                   |
| 285340 | 1999 LO6               | 6 de juny de 1999      | Kitt Peak            | Spacewatch               |
| 285341 | 1999 LB19              | 9 de juny de 1999      | Socorro              | LINEAR                   |
| 285342 | 1999 RJ5               | 3 de setembre de 1999  | Kitt Peak            | Spacewatch               |
| 285343 | 1999 RR5               | 3 de setembre de 1999  | Kitt Peak            | Spacewatch               |
| 285344 | 1999 RE15              | 7 de setembre de 1999  | Socorro              | LINEAR                   |
| 285345 | 1999 RM29              | 8 de setembre de 1999  | Socorro              | LINEAR                   |
| 285346 | 1999 RA65              | 7 de setembre de 1999  | Socorro              | LINEAR                   |
| 285347 | 1999 RB70              | 7 de setembre de 1999  | Socorro              | LINEAR                   |
| 285348 | 1999 RL79              | 7 de setembre de 1999  | Socorro              | LINEAR                   |
| 285349 | 1999 RS99              | 8 de setembre de 1999  | Socorro              | LINEAR                   |
| 285350 | 1999 RP126             | 9 de setembre de 1999  | Socorro              | LINEAR                   |
| 285351 | 1999 RJ133             | 13 de setembre de 1999 | Kitt Peak            | Spacewatch               |
| 285352 | 1999 RP149             | 9 de setembre de 1999  | Socorro              | LINEAR                   |
| 285353 | 1999 RB176             | 9 de setembre de 1999  | Socorro              | LINEAR                   |
| 285354 | 1999 RU187             | 9 de setembre de 1999  | Socorro              | LINEAR                   |
| 285355 | 1999 RF212             | 8 de setembre de 1999  | Socorro              | LINEAR                   |
| 285356 | 1999 RS233             | 8 de setembre de 1999  | Catalina             | CSS                      |
| 285357 | 1999 RX239             | 9 de setembre de 1999  | Socorro              | LINEAR                   |
| 285358 | 1999 RK255             | 7 de setembre de 1999  | Catalina             | CSS                      |
| 285359 | 1999 TL24              | 4 d'octubre de 1999    | Kitt Peak            | Spacewatch               |
| 285360 | 1999 TX33              | 4 d'octubre de 1999    | Socorro              | LINEAR                   |
| 285361 | 1999 TC44              | 3 d'octubre de 1999    | Kitt Peak            | Spacewatch               |
| 285362 | 1999 TR53              | 6 d'octubre de 1999    | Kitt Peak            | Spacewatch               |
| 285363 | 1999 TU55              | 6 d'octubre de 1999    | Kitt Peak            | Spacewatch               |
| 285364 | 1999 TX61              | 7 d'octubre de 1999    | Kitt Peak            | Spacewatch               |
| 285365 | 1999 TR64              | 8 d'octubre de 1999    | Kitt Peak            | Spacewatch               |
| 285366 | 1999 TQ66              | 8 d'octubre de 1999    | Kitt Peak            | Spacewatch               |
| 285367 | 1999 TY67              | 8 d'octubre de 1999    | Kitt Peak            | Spacewatch               |
| 285368 | 1999 TW70              | 9 d'octubre de 1999    | Kitt Peak            | Spacewatch               |
| 285369 | 1999 TE76              | 10 d'octubre de 1999   | Kitt Peak            | Spacewatch               |
| 285370 | 1999 TO78              | 11 d'octubre de 1999   | Kitt Peak            | Spacewatch               |
| 285371 | 1999 TH86              | 14 d'octubre de 1999   | Kitt Peak            | Spacewatch               |
| 285372 | 1999 TH91              | 2 d'octubre de 1999    | Socorro              | LINEAR                   |
| 285373 | 1999 TE92              | 2 d'octubre de 1999    | Socorro              | LINEAR                   |
| 285374 | 1999 TY94              | 2 d'octubre de 1999    | Socorro              | LINEAR                   |
| 285375 | 1999 TM122             | 4 d'octubre de 1999    | Socorro              | LINEAR                   |
| 285376 | 1999 TB125             | 4 d'octubre de 1999    | Socorro              | LINEAR                   |
| 285377 | 1999 TP130             | 6 d'octubre de 1999    | Socorro              | LINEAR                   |
| 285378 | 1999 TK134             | 6 d'octubre de 1999    | Socorro              | LINEAR                   |
| 285379 | 1999 TR136             | 6 d'octubre de 1999    | Socorro              | LINEAR                   |
| 285380 | 1999 TQ139             | 6 d'octubre de 1999    | Socorro              | LINEAR                   |
| 285381 | 1999 TK143             | 7 d'octubre de 1999    | Socorro              | LINEAR                   |
| 285382 | 1999 TA149             | 7 d'octubre de 1999    | Socorro              | LINEAR                   |
| 285383 | 1999 TX157             | 9 d'octubre de 1999    | Socorro              | LINEAR                   |
| 285384 | 1999 TG161             | 9 d'octubre de 1999    | Socorro              | LINEAR                   |
| 285385 | 1999 TS176             | 10 d'octubre de 1999   | Socorro              | LINEAR                   |
| 285386 | 1999 TT177             | 10 d'octubre de 1999   | Socorro              | LINEAR                   |
| 285387 | 1999 TX183             | 12 d'octubre de 1999   | Socorro              | LINEAR                   |
| 285388 | 1999 TN185             | 12 d'octubre de 1999   | Socorro              | LINEAR                   |
| 285389 | 1999 TS196             | 12 d'octubre de 1999   | Socorro              | LINEAR                   |
| 285390 | 1999 TG211             | 15 d'octubre de 1999   | Socorro              | LINEAR                   |
| 285391 | 1999 TM212             | 15 d'octubre de 1999   | Socorro              | LINEAR                   |
| 285392 | 1999 TH219             | 1 d'octubre de 1999    | Catalina             | CSS                      |
| 285393 | 1999 TJ220             | 12 d'octubre de 1999   | Socorro              | LINEAR                   |
| 285394 | 1999 TK225             | 2 d'octubre de 1999    | Kitt Peak            | Spacewatch               |
| 285395 | 1999 TE254             | 11 d'octubre de 1999   | Kitt Peak            | Spacewatch               |
| 285396 | 1999 TW263             | 15 d'octubre de 1999   | Kitt Peak            | Spacewatch               |
| 285397 | 1999 TR266             | 3 d'octubre de 1999    | Socorro              | LINEAR                   |
| 285398 | 1999 TN278             | 6 d'octubre de 1999    | Socorro              | LINEAR                   |
| 285399 | 1999 TY289             | 10 d'octubre de 1999   | Socorro              | LINEAR                   |
| 285400 | 1999 TY293             | 1 d'octubre de 1999    | Kitt Peak            | Spacewatch               |

## 285401-285500
| Nom    | Designació provisional | Data de descobriment   | Lloc de descobriment | Descobridor/s |
| ------ | ---------------------- | ---------------------- | -------------------- | ------------- |
| 285401 | 1999 TN294             | 1 d'octubre de 1999    | Kitt Peak            | Spacewatch    |
| 285402 | 1999 TO309             | 6 d'octubre de 1999    | Socorro              | LINEAR        |
| 285403 | 1999 TT319             | 9 d'octubre de 1999    | Kitt Peak            | Spacewatch    |
| 285404 | 1999 TU321             | 12 d'octubre de 1999   | Kitt Peak            | Spacewatch    |
| 285405 | 1999 UZ3               | 26 d'octubre de 1999   | Gnosca               | S. Sposetti   |
| 285406 | 1999 UV20              | 31 d'octubre de 1999   | Kitt Peak            | Spacewatch    |
| 285407 | 1999 US28              | 31 d'octubre de 1999   | Kitt Peak            | Spacewatch    |
| 285408 | 1999 UT28              | 31 d'octubre de 1999   | Kitt Peak            | Spacewatch    |
| 285409 | 1999 UF32              | 31 d'octubre de 1999   | Kitt Peak            | Spacewatch    |
| 285410 | 1999 US39              | 31 d'octubre de 1999   | Kitt Peak            | Spacewatch    |
| 285411 | 1999 VW2               | 4 de novembre de 1999  | Bergisch Gladbac     | W. Bickel     |
| 285412 | 1999 VD3               | 1 de novembre de 1999  | Kitt Peak            | Spacewatch    |
| 285413 | 1999 VC17              | 2 de novembre de 1999  | Kitt Peak            | Spacewatch    |
| 285414 | 1999 VK39              | 10 de novembre de 1999 | Socorro              | LINEAR        |
| 285415 | 1999 VQ42              | 4 de novembre de 1999  | Kitt Peak            | Spacewatch    |
| 285416 | 1999 VX42              | 4 de novembre de 1999  | Kitt Peak            | Spacewatch    |
| 285417 | 1999 VH46              | 3 de novembre de 1999  | Socorro              | LINEAR        |
| 285418 | 1999 VM46              | 3 de novembre de 1999  | Socorro              | LINEAR        |
| 285419 | 1999 VE73              | 1 de novembre de 1999  | Kitt Peak            | Spacewatch    |
| 285420 | 1999 VR74              | 5 de novembre de 1999  | Kitt Peak            | Spacewatch    |
| 285421 | 1999 VT76              | 5 de novembre de 1999  | Kitt Peak            | Spacewatch    |
| 285422 | 1999 VJ96              | 9 de novembre de 1999  | Socorro              | LINEAR        |
| 285423 | 1999 VM100             | 9 de novembre de 1999  | Socorro              | LINEAR        |
| 285424 | 1999 VO101             | 9 de novembre de 1999  | Socorro              | LINEAR        |
| 285425 | 1999 VY102             | 9 de novembre de 1999  | Socorro              | LINEAR        |
| 285426 | 1999 VK103             | 9 de novembre de 1999  | Socorro              | LINEAR        |
| 285427 | 1999 VL103             | 9 de novembre de 1999  | Socorro              | LINEAR        |
| 285428 | 1999 VX112             | 9 de novembre de 1999  | Socorro              | LINEAR        |
| 285429 | 1999 VM123             | 5 de novembre de 1999  | Kitt Peak            | Spacewatch    |
| 285430 | 1999 VU123             | 5 de novembre de 1999  | Kitt Peak            | Spacewatch    |
| 285431 | 1999 VS125             | 29 d'octubre de 1999   | Kitt Peak            | Spacewatch    |
| 285432 | 1999 VV126             | 9 de novembre de 1999  | Kitt Peak            | Spacewatch    |
| 285433 | 1999 VD127             | 9 de novembre de 1999  | Kitt Peak            | Spacewatch    |
| 285434 | 1999 VZ130             | 9 de novembre de 1999  | Kitt Peak            | Spacewatch    |
| 285435 | 1999 VL141             | 10 de novembre de 1999 | Kitt Peak            | Spacewatch    |
| 285436 | 1999 VR146             | 12 de novembre de 1999 | Socorro              | LINEAR        |
| 285437 | 1999 VJ148             | 14 de novembre de 1999 | Socorro              | LINEAR        |
| 285438 | 1999 VP151             | 14 de novembre de 1999 | Socorro              | LINEAR        |
| 285439 | 1999 VC155             | 13 de novembre de 1999 | Kitt Peak            | Spacewatch    |
| 285440 | 1999 VE167             | 14 de novembre de 1999 | Socorro              | LINEAR        |
| 285441 | 1999 VT183             | 12 de novembre de 1999 | Socorro              | LINEAR        |
| 285442 | 1999 VJ185             | 15 de novembre de 1999 | Socorro              | LINEAR        |
| 285443 | 1999 VM185             | 15 de novembre de 1999 | Socorro              | LINEAR        |
| 285444 | 1999 VP202             | 5 de novembre de 1999  | Kitt Peak            | Spacewatch    |
| 285445 | 1999 VS204             | 10 de novembre de 1999 | Kitt Peak            | Spacewatch    |
| 285446 | 1999 VD212             | 12 de novembre de 1999 | Socorro              | LINEAR        |
| 285447 | 1999 VE222             | 4 de novembre de 1999  | Kitt Peak            | Spacewatch    |
| 285448 | 1999 WK19              | 30 de novembre de 1999 | Kitt Peak            | Spacewatch    |
| 285449 | 1999 XO9               | 2 de desembre de 1999  | Kitt Peak            | Spacewatch    |
| 285450 | 1999 XJ62              | 7 de desembre de 1999  | Socorro              | LINEAR        |
| 285451 | 1999 XK111             | 8 de desembre de 1999  | Catalina             | CSS           |
| 285452 | 1999 XC137             | 5 de desembre de 1999  | Anderson Mesa        | LONEOS        |
| 285453 | 1999 XK138             | 3 de desembre de 1999  | Kitt Peak            | Spacewatch    |
| 285454 | 1999 XD210             | 13 de desembre de 1999 | Socorro              | LINEAR        |
| 285455 | 1999 XK210             | 13 de desembre de 1999 | Socorro              | LINEAR        |
| 285456 | 1999 XL232             | 7 de desembre de 1999  | Kitt Peak            | Spacewatch    |
| 285457 | 1999 XO235             | 2 de desembre de 1999  | Kitt Peak            | Spacewatch    |
| 285458 | 1999 XQ246             | 5 de desembre de 1999  | Kitt Peak            | Spacewatch    |
| 285459 | 1999 XB252             | 9 de desembre de 1999  | Kitt Peak            | Spacewatch    |
| 285460 | 1999 XQ254             | 12 de desembre de 1999 | Kitt Peak            | Spacewatch    |
| 285461 | 1999 XY259             | 7 de desembre de 1999  | Kitt Peak            | Spacewatch    |
| 285462 | 1999 YX1               | 16 de desembre de 1999 | Kitt Peak            | Spacewatch    |
| 285463 | 1999 YQ7               | 27 de desembre de 1999 | Kitt Peak            | Spacewatch    |
| 285464 | 1999 YD10              | 27 de desembre de 1999 | Kitt Peak            | Spacewatch    |
| 285465 | 1999 YF11              | 27 de desembre de 1999 | Kitt Peak            | Spacewatch    |
| 285466 | 1999 YL23              | 16 de desembre de 1999 | Kitt Peak            | Spacewatch    |
| 285467 | 1999 YX23              | 16 de desembre de 1999 | Kitt Peak            | Spacewatch    |
| 285468 | 1999 YE24              | 16 de desembre de 1999 | Kitt Peak            | Spacewatch    |
| 285469 | 2000 AV37              | 3 de gener de 2000     | Socorro              | LINEAR        |
| 285470 | 2000 AH197             | 8 de gener de 2000     | Socorro              | LINEAR        |
| 285471 | 2000 AT207             | 3 de gener de 2000     | Kitt Peak            | Spacewatch    |
| 285472 | 2000 AD208             | 4 de gener de 2000     | Kitt Peak            | Spacewatch    |
| 285473 | 2000 AR212             | 6 de gener de 2000     | Kitt Peak            | Spacewatch    |
| 285474 | 2000 AU218             | 8 de gener de 2000     | Kitt Peak            | Spacewatch    |
| 285475 | 2000 AE221             | 8 de gener de 2000     | Kitt Peak            | Spacewatch    |
| 285476 | 2000 AV248             | 2 de gener de 2000     | Kitt Peak            | Spacewatch    |
| 285477 | 2000 BH10              | 26 de gener de 2000    | Kitt Peak            | Spacewatch    |
| 285478 | 2000 BM13              | 29 de gener de 2000    | Kitt Peak            | Spacewatch    |
| 285479 | 2000 BH22              | 30 de gener de 2000    | Kitt Peak            | Spacewatch    |
| 285480 | 2000 BZ23              | 29 de gener de 2000    | Socorro              | LINEAR        |
| 285481 | 2000 BT42              | 27 de gener de 2000    | Kitt Peak            | Spacewatch    |
| 285482 | 2000 BG49              | 27 de gener de 2000    | Kitt Peak            | Spacewatch    |
| 285483 | 2000 BW50              | 16 de gener de 2000    | Kitt Peak            | Spacewatch    |
| 285484 | 2000 CS12              | 2 de febrer de 2000    | Socorro              | LINEAR        |
| 285485 | 2000 CN64              | 3 de febrer de 2000    | Socorro              | LINEAR        |
| 285486 | 2000 CY71              | 7 de febrer de 2000    | Kitt Peak            | Spacewatch    |
| 285487 | 2000 CH74              | 30 de gener de 2000    | Kitt Peak            | Spacewatch    |
| 285488 | 2000 CR74              | 8 de febrer de 2000    | Kitt Peak            | Spacewatch    |
| 285489 | 2000 CL99              | 8 de febrer de 2000    | Kitt Peak            | Spacewatch    |
| 285490 | 2000 CU100             | 10 de febrer de 2000   | Kitt Peak            | Spacewatch    |
| 285491 | 2000 CK114             | 12 de febrer de 2000   | Kitt Peak            | Spacewatch    |
| 285492 | 2000 CL134             | 4 de febrer de 2000    | Kitt Peak            | Spacewatch    |
| 285493 | 2000 CD135             | 4 de febrer de 2000    | Kitt Peak            | Spacewatch    |
| 285494 | 2000 CM139             | 3 de febrer de 2000    | Kitt Peak            | Spacewatch    |
| 285495 | 2000 CX149             | 3 de febrer de 2000    | Kitt Peak            | Spacewatch    |
| 285496 | 2000 DZ9               | 26 de febrer de 2000   | Kitt Peak            | Spacewatch    |
| 285497 | 2000 DN11              | 27 de febrer de 2000   | Kitt Peak            | Spacewatch    |
| 285498 | 2000 DU20              | 29 de febrer de 2000   | Socorro              | LINEAR        |
| 285499 | 2000 DF38              | 29 de febrer de 2000   | Socorro              | LINEAR        |
| 285500 | 2000 DR39              | 29 de febrer de 2000   | Socorro              | LINEAR        |

## 285501-285600
| Nom    | Designació provisional | Data de descobriment | Lloc de descobriment | Descobridor/s            |
| ------ | ---------------------- | -------------------- | -------------------- | ------------------------ |
| 285501 | 2000 DM40              | 29 de febrer de 2000 | Socorro              | LINEAR                   |
| 285502 | 2000 DU42              | 29 de febrer de 2000 | Socorro              | LINEAR                   |
| 285503 | 2000 DV46              | 29 de febrer de 2000 | Socorro              | LINEAR                   |
| 285504 | 2000 DH49              | 29 de febrer de 2000 | Socorro              | LINEAR                   |
| 285505 | 2000 DS57              | 29 de febrer de 2000 | Socorro              | LINEAR                   |
| 285506 | 2000 EZ15              | 3 de març de 2000    | Kitt Peak            | Spacewatch               |
| 285507 | 2000 EL23              | 4 de març de 2000    | Kitt Peak            | Spacewatch               |
| 285508 | 2000 EF33              | 5 de març de 2000    | Socorro              | LINEAR                   |
| 285509 | 2000 EK36              | 5 de març de 2000    | Socorro              | LINEAR                   |
| 285510 | 2000 EG51              | 3 de març de 2000    | Kitt Peak            | Spacewatch               |
| 285511 | 2000 EJ52              | 3 de març de 2000    | Kitt Peak            | Spacewatch               |
| 285512 | 2000 ER72              | 10 de març de 2000   | Kitt Peak            | Spacewatch               |
| 285513 | 2000 EZ99              | 12 de març de 2000   | Kitt Peak            | Spacewatch               |
| 285514 | 2000 EJ101             | 9 de març de 2000    | Kitt Peak            | Spacewatch               |
| 285515 | 2000 ET114             | 10 de març de 2000   | Kitt Peak            | Spacewatch               |
| 285516 | 2000 EU146             | 4 de març de 2000    | Socorro              | LINEAR                   |
| 285517 | 2000 EO152             | 6 de març de 2000    | Haleakala            | NEAT                     |
| 285518 | 2000 EE186             | 2 de març de 2000    | Kitt Peak            | Spacewatch               |
| 285519 | 2000 EV196             | 3 de març de 2000    | Socorro              | LINEAR                   |
| 285520 | 2000 FO4               | 27 de març de 2000   | Kitt Peak            | Spacewatch               |
| 285521 | 2000 FT5               | 25 de març de 2000   | Kitt Peak            | Spacewatch               |
| 285522 | 2000 FW5               | 25 de març de 2000   | Kitt Peak            | Spacewatch               |
| 285523 | 2000 FX9               | 30 de març de 2000   | Kitt Peak            | Spacewatch               |
| 285524 | 2000 FQ22              | 29 de març de 2000   | Socorro              | LINEAR                   |
| 285525 | 2000 FQ24              | 29 de març de 2000   | Socorro              | LINEAR                   |
| 285526 | 2000 FX50              | 29 de març de 2000   | Kitt Peak            | Spacewatch               |
| 285527 | 2000 FJ52              | 29 de març de 2000   | Kitt Peak            | Spacewatch               |
| 285528 | 2000 FY71              | 27 de març de 2000   | Anderson Mesa        | LONEOS                   |
| 285529 | 2000 FO73              | 25 de març de 2000   | Kitt Peak            | Spacewatch               |
| 285530 | 2000 GT15              | 5 d'abril de 2000    | Socorro              | LINEAR                   |
| 285531 | 2000 GS22              | 5 d'abril de 2000    | Socorro              | LINEAR                   |
| 285532 | 2000 GK25              | 5 d'abril de 2000    | Socorro              | LINEAR                   |
| 285533 | 2000 GR29              | 5 d'abril de 2000    | Socorro              | LINEAR                   |
| 285534 | 2000 GK36              | 5 d'abril de 2000    | Socorro              | LINEAR                   |
| 285535 | 2000 GU37              | 5 d'abril de 2000    | Socorro              | LINEAR                   |
| 285536 | 2000 GP73              | 5 d'abril de 2000    | Socorro              | LINEAR                   |
| 285537 | 2000 GW109             | 2 d'abril de 2000    | Anderson Mesa        | LONEOS                   |
| 285538 | 2000 GK111             | 3 d'abril de 2000    | Anderson Mesa        | LONEOS                   |
| 285539 | 2000 GY120             | 5 d'abril de 2000    | Kitt Peak            | Spacewatch               |
| 285540 | 2000 GU127             | 7 d'abril de 2000    | Anderson Mesa        | LONEOS                   |
| 285541 | 2000 GM132             | 11 d'abril de 2000   | Kitt Peak            | Spacewatch               |
| 285542 | 2000 GM139             | 4 d'abril de 2000    | Anderson Mesa        | LONEOS                   |
| 285543 | 2000 GH170             | 5 d'abril de 2000    | Anderson Mesa        | LONEOS                   |
| 285544 | 2000 GG180             | 5 d'abril de 2000    | Socorro              | LINEAR                   |
| 285545 | 2000 GX180             | 6 d'abril de 2000    | Socorro              | LINEAR                   |
| 285546 | 2000 HJ20              | 29 d'abril de 2000   | Kitt Peak            | Spacewatch               |
| 285547 | 2000 HL32              | 29 d'abril de 2000   | Socorro              | LINEAR                   |
| 285548 | 2000 HQ66              | 26 d'abril de 2000   | Kitt Peak            | Spacewatch               |
| 285549 | 2000 JA5               | 3 de maig de 2000    | Kitt Peak            | Spacewatch               |
| 285550 | 2000 JR7               | 4 de maig de 2000    | Kitt Peak            | Spacewatch               |
| 285551 | 2000 JJ68              | 7 de maig de 2000    | Kitt Peak            | Spacewatch               |
| 285552 | 2000 JS90              | 4 de maig de 2000    | Apache Point         | Sloan Digital Sky Survey |
| 285553 | 2000 KN1               | 26 de maig de 2000   | Socorro              | LINEAR                   |
| 285554 | 2000 KN4               | 27 de maig de 2000   | Socorro              | LINEAR                   |
| 285555 | 2000 KV39              | 24 de maig de 2000   | Kitt Peak            | Spacewatch               |
| 285556 | 2000 KV40              | 30 de maig de 2000   | Kitt Peak            | Spacewatch               |
| 285557 | 2000 KV44              | 28 de maig de 2000   | Kitt Peak            | Spacewatch               |
| 285558 | 2000 KR45              | 30 de maig de 2000   | Kitt Peak            | Spacewatch               |
| 285559 | 2000 KE51              | 30 de maig de 2000   | Kitt Peak            | Spacewatch               |
| 285560 | 2000 KO57              | 24 de maig de 2000   | Kitt Peak            | Spacewatch               |
| 285561 | 2000 KN63              | 26 de maig de 2000   | Anderson Mesa        | LONEOS                   |
| 285562 | 2000 KC65              | 27 de maig de 2000   | Socorro              | LINEAR                   |
| 285563 | 2000 KK66              | 27 de maig de 2000   | Anderson Mesa        | LONEOS                   |
| 285564 | 2000 KJ70              | 28 de maig de 2000   | Socorro              | LINEAR                   |
| 285565 | 2000 LX6               | 1 de juny de 2000    | Kitt Peak            | Spacewatch               |
| 285566 | 2000 NM10              | 5 de juliol de 2000  | Goodricke-Pigott     | R. A. Tucker             |
| 285567 | 2000 OM                | 23 de juliol de 2000 | Socorro              | LINEAR                   |
| 285568 | 2000 OX8               | 31 de juliol de 2000 | Socorro              | LINEAR                   |
| 285569 | 2000 OC9               | 31 de juliol de 2000 | Socorro              | LINEAR                   |
| 285570 | 2000 OK32              | 30 de juliol de 2000 | Socorro              | LINEAR                   |
| 285571 | 2000 PQ9               | 9 d'agost de 2000    | Socorro              | LINEAR                   |
| 285572 | 2000 PU18              | 1 d'agost de 2000    | Socorro              | LINEAR                   |
| 285573 | 2000 QC16              | 24 d'agost de 2000   | Socorro              | LINEAR                   |
| 285574 | 2000 QG20              | 24 d'agost de 2000   | Socorro              | LINEAR                   |
| 285575 | 2000 QU20              | 24 d'agost de 2000   | Socorro              | LINEAR                   |
| 285576 | 2000 QQ37              | 24 d'agost de 2000   | Socorro              | LINEAR                   |
| 285577 | 2000 QZ38              | 24 d'agost de 2000   | Socorro              | LINEAR                   |
| 285578 | 2000 QA39              | 24 d'agost de 2000   | Socorro              | LINEAR                   |
| 285579 | 2000 QN39              | 24 d'agost de 2000   | Socorro              | LINEAR                   |
| 285580 | 2000 QV48              | 24 d'agost de 2000   | Socorro              | LINEAR                   |
| 285581 | 2000 QW51              | 24 d'agost de 2000   | Socorro              | LINEAR                   |
| 285582 | 2000 QY51              | 24 d'agost de 2000   | Socorro              | LINEAR                   |
| 285583 | 2000 QV59              | 26 d'agost de 2000   | Socorro              | LINEAR                   |
| 285584 | 2000 QN68              | 26 d'agost de 2000   | Prescott             | P. G. Comba              |
| 285585 | 2000 QU70              | 29 d'agost de 2000   | Socorro              | LINEAR                   |
| 285586 | 2000 QB74              | 24 d'agost de 2000   | Socorro              | LINEAR                   |
| 285587 | 2000 QC76              | 24 d'agost de 2000   | Socorro              | LINEAR                   |
| 285588 | 2000 QW92              | 25 d'agost de 2000   | Socorro              | LINEAR                   |
| 285589 | 2000 QB94              | 26 d'agost de 2000   | Socorro              | LINEAR                   |
| 285590 | 2000 QX101             | 28 d'agost de 2000   | Socorro              | LINEAR                   |
| 285591 | 2000 QU105             | 28 d'agost de 2000   | Socorro              | LINEAR                   |
| 285592 | 2000 QY111             | 24 d'agost de 2000   | Socorro              | LINEAR                   |
| 285593 | 2000 QU113             | 24 d'agost de 2000   | Socorro              | LINEAR                   |
| 285594 | 2000 QC114             | 24 d'agost de 2000   | Socorro              | LINEAR                   |
| 285595 | 2000 QW124             | 29 d'agost de 2000   | Socorro              | LINEAR                   |
| 285596 | 2000 QM131             | 24 d'agost de 2000   | Socorro              | LINEAR                   |
| 285597 | 2000 QL136             | 29 d'agost de 2000   | Socorro              | LINEAR                   |
| 285598 | 2000 QH146             | 31 d'agost de 2000   | Socorro              | LINEAR                   |
| 285599 | 2000 QQ156             | 31 d'agost de 2000   | Socorro              | LINEAR                   |
| 285600 | 2000 QZ160             | 31 d'agost de 2000   | Socorro              | LINEAR                   |

## 285601-285700
| Nom    | Designació provisional | Data de descobriment   | Lloc de descobriment | Descobridor/s               |
| ------ | ---------------------- | ---------------------- | -------------------- | --------------------------- |
| 285601 | 2000 QT161             | 31 d'agost de 2000     | Socorro              | LINEAR                      |
| 285602 | 2000 QG163             | 31 d'agost de 2000     | Socorro              | LINEAR                      |
| 285603 | 2000 QF165             | 31 d'agost de 2000     | Socorro              | LINEAR                      |
| 285604 | 2000 QC168             | 31 d'agost de 2000     | Socorro              | LINEAR                      |
| 285605 | 2000 QO174             | 31 d'agost de 2000     | Socorro              | LINEAR                      |
| 285606 | 2000 QD178             | 31 d'agost de 2000     | Socorro              | LINEAR                      |
| 285607 | 2000 QZ187             | 26 d'agost de 2000     | Socorro              | LINEAR                      |
| 285608 | 2000 QS204             | 31 d'agost de 2000     | Socorro              | LINEAR                      |
| 285609 | 2000 QE208             | 31 d'agost de 2000     | Socorro              | LINEAR                      |
| 285610 | 2000 QD213             | 31 d'agost de 2000     | Socorro              | LINEAR                      |
| 285611 | 2000 QP216             | 31 d'agost de 2000     | Socorro              | LINEAR                      |
| 285612 | 2000 QT216             | 31 d'agost de 2000     | Socorro              | LINEAR                      |
| 285613 | 2000 QC230             | 31 d'agost de 2000     | Socorro              | LINEAR                      |
| 285614 | 2000 QB231             | 31 d'agost de 2000     | Kvistaberg           | Uppsala-DLR Asteroid Survey |
| 285615 | 2000 QB233             | 25 d'agost de 2000     | Cerro Tololo         | M. W. Buie                  |
| 285616 | 2000 QD247             | 27 d'agost de 2000     | Cerro Tololo         | M. W. Buie                  |
| 285617 | 2000 RC8               | 1 de setembre de 2000  | Bologna              | Osservatorio San Vittore    |
| 285618 | 2000 RN8               | 1 de setembre de 2000  | Socorro              | LINEAR                      |
| 285619 | 2000 RA17              | 1 de setembre de 2000  | Socorro              | LINEAR                      |
| 285620 | 2000 RJ17              | 1 de setembre de 2000  | Socorro              | LINEAR                      |
| 285621 | 2000 RZ17              | 1 de setembre de 2000  | Socorro              | LINEAR                      |
| 285622 | 2000 RK21              | 1 de setembre de 2000  | Socorro              | LINEAR                      |
| 285623 | 2000 RD24              | 1 de setembre de 2000  | Socorro              | LINEAR                      |
| 285624 | 2000 RT25              | 1 de setembre de 2000  | Socorro              | LINEAR                      |
| 285625 | 2000 RD34              | 1 de setembre de 2000  | Socorro              | LINEAR                      |
| 285626 | 2000 RX36              | 3 de setembre de 2000  | Socorro              | LINEAR                      |
| 285627 | 2000 RX53              | 1 de setembre de 2000  | Socorro              | LINEAR                      |
| 285628 | 2000 RA63              | 2 de setembre de 2000  | Socorro              | LINEAR                      |
| 285629 | 2000 RS74              | 3 de setembre de 2000  | Socorro              | LINEAR                      |
| 285630 | 2000 RP82              | 1 de setembre de 2000  | Socorro              | LINEAR                      |
| 285631 | 2000 RB84              | 2 de setembre de 2000  | Anderson Mesa        | LONEOS                      |
| 285632 | 2000 RJ85              | 2 de setembre de 2000  | Anderson Mesa        | LONEOS                      |
| 285633 | 2000 RH88              | 3 de setembre de 2000  | Socorro              | LINEAR                      |
| 285634 | 2000 RJ89              | 3 de setembre de 2000  | Socorro              | LINEAR                      |
| 285635 | 2000 RS92              | 3 de setembre de 2000  | Socorro              | LINEAR                      |
| 285636 | 2000 SA                | 17 de setembre de 2000 | Olathe               | L. Robinson                 |
| 285637 | 2000 SS4               | 20 de setembre de 2000 | Socorro              | LINEAR                      |
| 285638 | 2000 SO10              | 23 de setembre de 2000 | Socorro              | LINEAR                      |
| 285639 | 2000 SW10              | 24 de setembre de 2000 | Prescott             | P. G. Comba                 |
| 285640 | 2000 SA16              | 23 de setembre de 2000 | Socorro              | LINEAR                      |
| 285641 | 2000 SN16              | 2 de setembre de 2000  | Anderson Mesa        | LONEOS                      |
| 285642 | 2000 SS16              | 23 de setembre de 2000 | Socorro              | LINEAR                      |
| 285643 | 2000 SC18              | 23 de setembre de 2000 | Socorro              | LINEAR                      |
| 285644 | 2000 ST18              | 23 de setembre de 2000 | Socorro              | LINEAR                      |
| 285645 | 2000 SQ19              | 23 de setembre de 2000 | Socorro              | LINEAR                      |
| 285646 | 2000 SN24              | 26 de setembre de 2000 | Socorro              | LINEAR                      |
| 285647 | 2000 SE26              | 23 de setembre de 2000 | Socorro              | LINEAR                      |
| 285648 | 2000 SK27              | 23 de setembre de 2000 | Socorro              | LINEAR                      |
| 285649 | 2000 SW33              | 24 de setembre de 2000 | Socorro              | LINEAR                      |
| 285650 | 2000 SS34              | 24 de setembre de 2000 | Socorro              | LINEAR                      |
| 285651 | 2000 SR35              | 24 de setembre de 2000 | Socorro              | LINEAR                      |
| 285652 | 2000 SS36              | 24 de setembre de 2000 | Socorro              | LINEAR                      |
| 285653 | 2000 SE41              | 24 de setembre de 2000 | Socorro              | LINEAR                      |
| 285654 | 2000 SX43              | 22 de setembre de 2000 | Socorro              | LINEAR                      |
| 285655 | 2000 SK44              | 26 de setembre de 2000 | Socorro              | LINEAR                      |
| 285656 | 2000 SD48              | 23 de setembre de 2000 | Socorro              | LINEAR                      |
| 285657 | 2000 SQ48              | 23 de setembre de 2000 | Socorro              | LINEAR                      |
| 285658 | 2000 SY48              | 23 de setembre de 2000 | Socorro              | LINEAR                      |
| 285659 | 2000 SL54              | 24 de setembre de 2000 | Socorro              | LINEAR                      |
| 285660 | 2000 SZ61              | 24 de setembre de 2000 | Socorro              | LINEAR                      |
| 285661 | 2000 SO65              | 24 de setembre de 2000 | Socorro              | LINEAR                      |
| 285662 | 2000 SA69              | 24 de setembre de 2000 | Socorro              | LINEAR                      |
| 285663 | 2000 SY77              | 24 de setembre de 2000 | Socorro              | LINEAR                      |
| 285664 | 2000 SP80              | 24 de setembre de 2000 | Socorro              | LINEAR                      |
| 285665 | 2000 SQ81              | 24 de setembre de 2000 | Socorro              | LINEAR                      |
| 285666 | 2000 SM92              | 23 de setembre de 2000 | Socorro              | LINEAR                      |
| 285667 | 2000 SJ97              | 23 de setembre de 2000 | Socorro              | LINEAR                      |
| 285668 | 2000 SV102             | 24 de setembre de 2000 | Socorro              | LINEAR                      |
| 285669 | 2000 SF106             | 24 de setembre de 2000 | Socorro              | LINEAR                      |
| 285670 | 2000 SE114             | 24 de setembre de 2000 | Socorro              | LINEAR                      |
| 285671 | 2000 SY118             | 24 de setembre de 2000 | Socorro              | LINEAR                      |
| 285672 | 2000 SD126             | 24 de setembre de 2000 | Socorro              | LINEAR                      |
| 285673 | 2000 SG132             | 22 de setembre de 2000 | Socorro              | LINEAR                      |
| 285674 | 2000 ST133             | 23 de setembre de 2000 | Socorro              | LINEAR                      |
| 285675 | 2000 SX134             | 23 de setembre de 2000 | Socorro              | LINEAR                      |
| 285676 | 2000 SQ136             | 23 de setembre de 2000 | Socorro              | LINEAR                      |
| 285677 | 2000 SS136             | 23 de setembre de 2000 | Socorro              | LINEAR                      |
| 285678 | 2000 SQ141             | 23 de setembre de 2000 | Socorro              | LINEAR                      |
| 285679 | 2000 SL142             | 23 de setembre de 2000 | Socorro              | LINEAR                      |
| 285680 | 2000 SX143             | 24 de setembre de 2000 | Socorro              | LINEAR                      |
| 285681 | 2000 SY143             | 24 de setembre de 2000 | Socorro              | LINEAR                      |
| 285682 | 2000 SH145             | 24 de setembre de 2000 | Socorro              | LINEAR                      |
| 285683 | 2000 SR151             | 24 de setembre de 2000 | Socorro              | LINEAR                      |
| 285684 | 2000 SR152             | 24 de setembre de 2000 | Socorro              | LINEAR                      |
| 285685 | 2000 SW156             | 25 de setembre de 2000 | Socorro              | LINEAR                      |
| 285686 | 2000 SV162             | 30 de setembre de 2000 | Elmira               | A. J. Cecce                 |
| 285687 | 2000 SM163             | 30 de setembre de 2000 | Ondrejov             | P. Kusnirak, P. Pravec      |
| 285688 | 2000 SS163             | 24 de setembre de 2000 | Socorro              | LINEAR                      |
| 285689 | 2000 SM164             | 26 de setembre de 2000 | Socorro              | LINEAR                      |
| 285690 | 2000 SW184             | 20 de setembre de 2000 | Haleakala            | NEAT                        |
| 285691 | 2000 SB186             | 21 de setembre de 2000 | Kitt Peak            | Spacewatch                  |
| 285692 | 2000 ST186             | 21 de setembre de 2000 | Haleakala            | NEAT                        |
| 285693 | 2000 SN192             | 24 de setembre de 2000 | Socorro              | LINEAR                      |
| 285694 | 2000 SV193             | 24 de setembre de 2000 | Socorro              | LINEAR                      |
| 285695 | 2000 SH194             | 24 de setembre de 2000 | Socorro              | LINEAR                      |
| 285696 | 2000 SQ194             | 24 de setembre de 2000 | Socorro              | LINEAR                      |
| 285697 | 2000 SZ194             | 24 de setembre de 2000 | Socorro              | LINEAR                      |
| 285698 | 2000 SG200             | 24 de setembre de 2000 | Socorro              | LINEAR                      |
| 285699 | 2000 SN201             | 24 de setembre de 2000 | Socorro              | LINEAR                      |
| 285700 | 2000 SF202             | 24 de setembre de 2000 | Socorro              | LINEAR                      |

## 285701-285800
| Nom    | Designació provisional | Data de descobriment   | Lloc de descobriment | Descobridor/s            |
| ------ | ---------------------- | ---------------------- | -------------------- | ------------------------ |
| 285701 | 2000 SH204             | 24 de setembre de 2000 | Socorro              | LINEAR                   |
| 285702 | 2000 SS216             | 26 de setembre de 2000 | Socorro              | LINEAR                   |
| 285703 | 2000 ST223             | 27 de setembre de 2000 | Socorro              | LINEAR                   |
| 285704 | 2000 SK234             | 21 de setembre de 2000 | Socorro              | LINEAR                   |
| 285705 | 2000 SV237             | 25 de setembre de 2000 | Socorro              | LINEAR                   |
| 285706 | 2000 SJ238             | 26 de setembre de 2000 | Socorro              | LINEAR                   |
| 285707 | 2000 SJ240             | 25 de setembre de 2000 | Socorro              | LINEAR                   |
| 285708 | 2000 SH246             | 24 de setembre de 2000 | Socorro              | LINEAR                   |
| 285709 | 2000 SR248             | 24 de setembre de 2000 | Socorro              | LINEAR                   |
| 285710 | 2000 SB251             | 24 de setembre de 2000 | Socorro              | LINEAR                   |
| 285711 | 2000 SR256             | 24 de setembre de 2000 | Socorro              | LINEAR                   |
| 285712 | 2000 SX257             | 24 de setembre de 2000 | Socorro              | LINEAR                   |
| 285713 | 2000 SM258             | 24 de setembre de 2000 | Socorro              | LINEAR                   |
| 285714 | 2000 SN260             | 24 de setembre de 2000 | Socorro              | LINEAR                   |
| 285715 | 2000 SN261             | 24 de setembre de 2000 | Socorro              | LINEAR                   |
| 285716 | 2000 SW268             | 27 de setembre de 2000 | Socorro              | LINEAR                   |
| 285717 | 2000 SJ284             | 23 de setembre de 2000 | Socorro              | LINEAR                   |
| 285718 | 2000 SH289             | 27 de setembre de 2000 | Socorro              | LINEAR                   |
| 285719 | 2000 SD290             | 27 de setembre de 2000 | Socorro              | LINEAR                   |
| 285720 | 2000 SJ304             | 30 de setembre de 2000 | Socorro              | LINEAR                   |
| 285721 | 2000 SA306             | 30 de setembre de 2000 | Socorro              | LINEAR                   |
| 285722 | 2000 SJ308             | 30 de setembre de 2000 | Socorro              | LINEAR                   |
| 285723 | 2000 SS309             | 24 de setembre de 2000 | Socorro              | LINEAR                   |
| 285724 | 2000 SX314             | 28 de setembre de 2000 | Socorro              | LINEAR                   |
| 285725 | 2000 SC317             | 30 de setembre de 2000 | Socorro              | LINEAR                   |
| 285726 | 2000 SK317             | 30 de setembre de 2000 | Socorro              | LINEAR                   |
| 285727 | 2000 SJ322             | 28 de setembre de 2000 | Kitt Peak            | Spacewatch               |
| 285728 | 2000 SO325             | 29 de setembre de 2000 | Kitt Peak            | Spacewatch               |
| 285729 | 2000 SR328             | 22 de setembre de 2000 | Haute Provence       | W. Thuillot              |
| 285730 | 2000 SJ335             | 26 de setembre de 2000 | Haleakala            | NEAT                     |
| 285731 | 2000 SV338             | 25 de setembre de 2000 | Haleakala            | NEAT                     |
| 285732 | 2000 SU345             | 19 de setembre de 2000 | Kitt Peak            | M. W. Buie               |
| 285733 | 2000 SW361             | 23 de setembre de 2000 | Anderson Mesa        | LONEOS                   |
| 285734 | 2000 SW365             | 22 de setembre de 2000 | Anderson Mesa        | LONEOS                   |
| 285735 | 2000 SW375             | 26 de setembre de 2000 | Apache Point         | Sloan Digital Sky Survey |
| 285736 | 2000 TV2               | 1 d'octubre de 2000    | Socorro              | LINEAR                   |
| 285737 | 2000 TV7               | 1 d'octubre de 2000    | Socorro              | LINEAR                   |
| 285738 | 2000 TH8               | 1 d'octubre de 2000    | Socorro              | LINEAR                   |
| 285739 | 2000 TP14              | 1 d'octubre de 2000    | Socorro              | LINEAR                   |
| 285740 | 2000 TQ15              | 1 d'octubre de 2000    | Socorro              | LINEAR                   |
| 285741 | 2000 TH23              | 1 d'octubre de 2000    | Socorro              | LINEAR                   |
| 285742 | 2000 TL23              | 1 d'octubre de 2000    | Socorro              | LINEAR                   |
| 285743 | 2000 TO23              | 1 d'octubre de 2000    | Socorro              | LINEAR                   |
| 285744 | 2000 TG31              | 4 d'octubre de 2000    | Kitt Peak            | Spacewatch               |
| 285745 | 2000 TP31              | 5 d'octubre de 2000    | Kitt Peak            | Spacewatch               |
| 285746 | 2000 TH38              | 1 d'octubre de 2000    | Socorro              | LINEAR                   |
| 285747 | 2000 TY38              | 1 d'octubre de 2000    | Socorro              | LINEAR                   |
| 285748 | 2000 TN41              | 1 d'octubre de 2000    | Anderson Mesa        | LONEOS                   |
| 285749 | 2000 TZ42              | 1 d'octubre de 2000    | Socorro              | LINEAR                   |
| 285750 | 2000 TG43              | 1 d'octubre de 2000    | Socorro              | LINEAR                   |
| 285751 | 2000 TG56              | 1 d'octubre de 2000    | Kitt Peak            | Spacewatch               |
| 285752 | 2000 TR57              | 2 d'octubre de 2000    | Socorro              | LINEAR                   |
| 285753 | 2000 UE1               | 22 d'octubre de 2000   | Ondrejov             | L. Sarounova             |
| 285754 | 2000 UO3               | 24 d'octubre de 2000   | Socorro              | LINEAR                   |
| 285755 | 2000 UH4               | 24 d'octubre de 2000   | Socorro              | LINEAR                   |
| 285756 | 2000 UF14              | 25 d'octubre de 2000   | Socorro              | LINEAR                   |
| 285757 | 2000 UW17              | 24 d'octubre de 2000   | Socorro              | LINEAR                   |
| 285758 | 2000 UM18              | 25 d'octubre de 2000   | Socorro              | LINEAR                   |
| 285759 | 2000 UB22              | 24 d'octubre de 2000   | Socorro              | LINEAR                   |
| 285760 | 2000 UE24              | 24 d'octubre de 2000   | Socorro              | LINEAR                   |
| 285761 | 2000 UE25              | 24 d'octubre de 2000   | Socorro              | LINEAR                   |
| 285762 | 2000 UE28              | 25 d'octubre de 2000   | Socorro              | LINEAR                   |
| 285763 | 2000 UH31              | 29 d'octubre de 2000   | Kitt Peak            | Spacewatch               |
| 285764 | 2000 UJ32              | 29 d'octubre de 2000   | Kitt Peak            | Spacewatch               |
| 285765 | 2000 UA42              | 24 d'octubre de 2000   | Socorro              | LINEAR                   |
| 285766 | 2000 UG50              | 24 d'octubre de 2000   | Socorro              | LINEAR                   |
| 285767 | 2000 UW50              | 24 d'octubre de 2000   | Socorro              | LINEAR                   |
| 285768 | 2000 UP61              | 25 d'octubre de 2000   | Socorro              | LINEAR                   |
| 285769 | 2000 UO64              | 25 d'octubre de 2000   | Socorro              | LINEAR                   |
| 285770 | 2000 UA68              | 25 d'octubre de 2000   | Socorro              | LINEAR                   |
| 285771 | 2000 UH74              | 29 d'octubre de 2000   | Socorro              | LINEAR                   |
| 285772 | 2000 UE82              | 25 d'octubre de 2000   | Socorro              | LINEAR                   |
| 285773 | 2000 UW82              | 30 d'octubre de 2000   | Socorro              | LINEAR                   |
| 285774 | 2000 UF84              | 31 d'octubre de 2000   | Socorro              | LINEAR                   |
| 285775 | 2000 UC88              | 31 d'octubre de 2000   | Socorro              | LINEAR                   |
| 285776 | 2000 UV92              | 25 d'octubre de 2000   | Socorro              | LINEAR                   |
| 285777 | 2000 UW101             | 25 d'octubre de 2000   | Socorro              | LINEAR                   |
| 285778 | 2000 UN105             | 29 d'octubre de 2000   | Socorro              | LINEAR                   |
| 285779 | 2000 VH54              | 3 de novembre de 2000  | Socorro              | LINEAR                   |
| 285780 | 2000 VB61              | 2 de novembre de 2000  | Socorro              | LINEAR                   |
| 285781 | 2000 WW9               | 22 de novembre de 2000 | Eskridge             | G. Hug                   |
| 285782 | 2000 WQ11              | 20 de novembre de 2000 | Kitt Peak            | Spacewatch               |
| 285783 | 2000 WT21              | 22 de novembre de 2000 | Haleakala            | NEAT                     |
| 285784 | 2000 WW29              | 25 de novembre de 2000 | Junk Bond            | J. Medkeff               |
| 285785 | 2000 WP43              | 21 de novembre de 2000 | Socorro              | LINEAR                   |
| 285786 | 2000 WR64              | 27 de novembre de 2000 | Kitt Peak            | Spacewatch               |
| 285787 | 2000 WF70              | 19 de novembre de 2000 | Socorro              | LINEAR                   |
| 285788 | 2000 WE73              | 20 de novembre de 2000 | Socorro              | LINEAR                   |
| 285789 | 2000 WR95              | 21 de novembre de 2000 | Socorro              | LINEAR                   |
| 285790 | 2000 WS101             | 25 de novembre de 2000 | Socorro              | LINEAR                   |
| 285791 | 2000 WN141             | 19 de novembre de 2000 | Socorro              | LINEAR                   |
| 285792 | 2000 WB150             | 29 de novembre de 2000 | Kitt Peak            | Spacewatch               |
| 285793 | 2000 WC150             | 29 de novembre de 2000 | Kitt Peak            | Spacewatch               |
| 285794 | 2000 WH155             | 30 de novembre de 2000 | Socorro              | LINEAR                   |
| 285795 | 2000 WK162             | 20 de novembre de 2000 | Socorro              | LINEAR                   |
| 285796 | 2000 WG181             | 29 de novembre de 2000 | Haleakala            | NEAT                     |
| 285797 | 2000 WN193             | 24 de novembre de 2000 | Kitt Peak            | Deep Lens Survey         |
| 285798 | 2000 WT197             | 19 de novembre de 2000 | Socorro              | LINEAR                   |
| 285799 | 2000 XW12              | 4 de desembre de 2000  | Socorro              | LINEAR                   |
| 285800 | 2000 XG19              | 4 de desembre de 2000  | Socorro              | LINEAR                   |

## 285801-285900
| Nom    | Designació provisional | Data de descobriment   | Lloc de descobriment | Descobridor/s          |
| ------ | ---------------------- | ---------------------- | -------------------- | ---------------------- |
| 285801 | 2000 YE4               | 19 de desembre de 2000 | Bohyunsan            | Y.-B. Jeon, B.-C. Lee  |
| 285802 | 2000 YJ12              | 22 de desembre de 2000 | Ondrejov             | P. Kusnirak, P. Pravec |
| 285803 | 2000 YY22              | 28 de desembre de 2000 | Kitt Peak            | Spacewatch             |
| 285804 | 2000 YE27              | 28 de desembre de 2000 | Kitt Peak            | Spacewatch             |
| 285805 | 2000 YV27              | 30 de desembre de 2000 | Kitt Peak            | Spacewatch             |
| 285806 | 2000 YV41              | 30 de desembre de 2000 | Socorro              | LINEAR                 |
| 285807 | 2000 YG60              | 30 de desembre de 2000 | Socorro              | LINEAR                 |
| 285808 | 2000 YO62              | 30 de desembre de 2000 | Socorro              | LINEAR                 |
| 285809 | 2000 YA74              | 30 de desembre de 2000 | Socorro              | LINEAR                 |
| 285810 | 2000 YR82              | 30 de desembre de 2000 | Socorro              | LINEAR                 |
| 285811 | 2000 YE98              | 30 de desembre de 2000 | Socorro              | LINEAR                 |
| 285812 | 2000 YM102             | 28 de desembre de 2000 | Socorro              | LINEAR                 |
| 285813 | 2000 YQ129             | 30 de desembre de 2000 | Kitt Peak            | Spacewatch             |
| 285814 | 2000 YT135             | 20 de desembre de 2000 | Kitt Peak            | Spacewatch             |
| 285815 | 2001 AJ12              | 2 de gener de 2001     | Socorro              | LINEAR                 |
| 285816 | 2001 BV9               | 16 de gener de 2001    | Kitt Peak            | Spacewatch             |
| 285817 | 2001 BR18              | 19 de gener de 2001    | Socorro              | LINEAR                 |
| 285818 | 2001 BZ39              | 19 de gener de 2001    | Haleakala            | NEAT                   |
| 285819 | 2001 BB41              | 24 de gener de 2001    | Socorro              | LINEAR                 |
| 285820 | 2001 BY56              | 19 de gener de 2001    | Kitt Peak            | Spacewatch             |
| 285821 | 2001 CB41              | 15 de febrer de 2001   | Socorro              | LINEAR                 |
| 285822 | 2001 CS47              | 12 de febrer de 2001   | Anderson Mesa        | LONEOS                 |
| 285823 | 2001 DP14              | 16 de febrer de 2001   | Nogales              | Tenagra II             |
| 285824 | 2001 DU25              | 17 de febrer de 2001   | Socorro              | LINEAR                 |
| 285825 | 2001 DA39              | 19 de febrer de 2001   | Socorro              | LINEAR                 |
| 285826 | 2001 DY41              | 19 de febrer de 2001   | Socorro              | LINEAR                 |
| 285827 | 2001 DK42              | 19 de febrer de 2001   | Socorro              | LINEAR                 |
| 285828 | 2001 DO42              | 19 de febrer de 2001   | Socorro              | LINEAR                 |
| 285829 | 2001 DL55              | 16 de febrer de 2001   | Kitt Peak            | Spacewatch             |
| 285830 | 2001 DS62              | 19 de febrer de 2001   | Socorro              | LINEAR                 |
| 285831 | 2001 DF63              | 19 de febrer de 2001   | Socorro              | LINEAR                 |
| 285832 | 2001 DS77              | 21 de febrer de 2001   | Kitt Peak            | Spacewatch             |
| 285833 | 2001 DX77              | 22 de febrer de 2001   | Kitt Peak            | Spacewatch             |
| 285834 | 2001 DH83              | 22 de febrer de 2001   | Kitt Peak            | Spacewatch             |
| 285835 | 2001 DW83              | 23 de febrer de 2001   | Cerro Tololo         | Deep Lens Survey       |
| 285836 | 2001 ET18              | 14 de març de 2001     | Anderson Mesa        | LONEOS                 |
| 285837 | 2001 EZ22              | 15 de març de 2001     | Kitt Peak            | Spacewatch             |
| 285838 | 2001 FA1               | 17 de març de 2001     | Socorro              | LINEAR                 |
| 285839 | 2001 FL35              | 18 de març de 2001     | Socorro              | LINEAR                 |
| 285840 | 2001 FP49              | 18 de març de 2001     | Socorro              | LINEAR                 |
| 285841 | 2001 FD61              | 19 de març de 2001     | Socorro              | LINEAR                 |
| 285842 | 2001 FK85              | 26 de març de 2001     | Kitt Peak            | Spacewatch             |
| 285843 | 2001 FM87              | 21 de març de 2001     | Anderson Mesa        | LONEOS                 |
| 285844 | 2001 FL89              | 27 de març de 2001     | Kitt Peak            | Spacewatch             |
| 285845 | 2001 FP107             | 18 de març de 2001     | Anderson Mesa        | LONEOS                 |
| 285846 | 2001 FO108             | 18 de març de 2001     | Socorro              | LINEAR                 |
| 285847 | 2001 FJ110             | 18 de març de 2001     | Socorro              | LINEAR                 |
| 285848 | 2001 FS111             | 18 de març de 2001     | Socorro              | LINEAR                 |
| 285849 | 2001 FR118             | 20 de març de 2001     | Haleakala            | NEAT                   |
| 285850 | 2001 FU158             | 27 de març de 2001     | Haleakala            | NEAT                   |
| 285851 | 2001 FQ168             | 23 de març de 2001     | Anderson Mesa        | LONEOS                 |
| 285852 | 2001 FA179             | 20 de març de 2001     | Anderson Mesa        | LONEOS                 |
| 285853 | 2001 FG181             | 21 de març de 2001     | Kitt Peak            | Spacewatch             |
| 285854 | 2001 FH190             | 18 de març de 2001     | Haleakala            | NEAT                   |
| 285855 | 2001 FO196             | 20 de març de 2001     | Kitt Peak            | Spacewatch             |
| 285856 | 2001 FV196             | 21 de març de 2001     | Anderson Mesa        | LONEOS                 |
| 285857 | 2001 GD3               | 14 d'abril de 2001     | Socorro              | LINEAR                 |
| 285858 | 2001 GE10              | 15 d'abril de 2001     | Haleakala            | NEAT                   |
| 285859 | 2001 HZ14              | 23 d'abril de 2001     | Kitt Peak            | Spacewatch             |
| 285860 | 2001 HB26              | 27 d'abril de 2001     | Kitt Peak            | Spacewatch             |
| 285861 | 2001 HE40              | 30 d'abril de 2001     | Kitt Peak            | Spacewatch             |
| 285862 | 2001 HM48              | 21 d'abril de 2001     | Socorro              | LINEAR                 |
| 285863 | 2001 HD58              | 25 d'abril de 2001     | Anderson Mesa        | LONEOS                 |
| 285864 | 2001 HN60              | 24 d'abril de 2001     | Anderson Mesa        | LONEOS                 |
| 285865 | 2001 JP7               | 15 de maig de 2001     | Anderson Mesa        | LONEOS                 |
| 285866 | 2001 KV9               | 18 de maig de 2001     | Socorro              | LINEAR                 |
| 285867 | 2001 KJ10              | 18 de maig de 2001     | Socorro              | LINEAR                 |
| 285868 | 2001 KM15              | 18 de maig de 2001     | Socorro              | LINEAR                 |
| 285869 | 2001 KK16              | 18 de maig de 2001     | Socorro              | LINEAR                 |
| 285870 | 2001 KP31              | 22 de maig de 2001     | Socorro              | LINEAR                 |
| 285871 | 2001 MJ21              | 27 de juny de 2001     | Palomar              | NEAT                   |
| 285872 | 2001 NR5               | 13 de juliol de 2001   | Palomar              | NEAT                   |
| 285873 | 2001 NY7               | 14 de juliol de 2001   | Palomar              | NEAT                   |
| 285874 | 2001 NK9               | 13 de juliol de 2001   | Palomar              | NEAT                   |
| 285875 | 2001 OB1               | 17 de juliol de 2001   | Haleakala            | NEAT                   |
| 285876 | 2001 OM3               | 17 de juliol de 2001   | Palomar              | NEAT                   |
| 285877 | 2001 OY15              | 18 de juliol de 2001   | Palomar              | NEAT                   |
| 285878 | 2001 OP55              | 22 de juliol de 2001   | Palomar              | NEAT                   |
| 285879 | 2001 OJ61              | 21 de juliol de 2001   | Haleakala            | NEAT                   |
| 285880 | 2001 OC76              | 29 de juliol de 2001   | Palomar              | NEAT                   |
| 285881 | 2001 OO77              | 26 de juliol de 2001   | Palomar              | NEAT                   |
| 285882 | 2001 OM95              | 30 de juliol de 2001   | Palomar              | NEAT                   |
| 285883 | 2001 OR95              | 24 de juliol de 2001   | Bergisch Gladbac     | W. Bickel              |
| 285884 | 2001 PN1               | 3 d'agost de 2001      | Haleakala            | NEAT                   |
| 285885 | 2001 PN4               | 10 d'agost de 2001     | Palomar              | NEAT                   |
| 285886 | 2001 PX7               | 10 d'agost de 2001     | Palomar              | NEAT                   |
| 285887 | 2001 PH19              | 10 d'agost de 2001     | Palomar              | NEAT                   |
| 285888 | 2001 PO29              | 13 d'agost de 2001     | Uccle                | T. Pauwels             |
| 285889 | 2001 PZ33              | 10 d'agost de 2001     | Palomar              | NEAT                   |
| 285890 | 2001 PQ55              | 14 d'agost de 2001     | Haleakala            | NEAT                   |
| 285891 | 2001 PC58              | 14 d'agost de 2001     | Haleakala            | NEAT                   |
| 285892 | 2001 QZ12              | 16 d'agost de 2001     | Socorro              | LINEAR                 |
| 285893 | 2001 QT15              | 16 d'agost de 2001     | Socorro              | LINEAR                 |
| 285894 | 2001 QV25              | 16 d'agost de 2001     | Socorro              | LINEAR                 |
| 285895 | 2001 QC37              | 16 d'agost de 2001     | Socorro              | LINEAR                 |
| 285896 | 2001 QX45              | 16 d'agost de 2001     | Socorro              | LINEAR                 |
| 285897 | 2001 QK49              | 16 d'agost de 2001     | Socorro              | LINEAR                 |
| 285898 | 2001 QV64              | 16 d'agost de 2001     | Socorro              | LINEAR                 |
| 285899 | 2001 QQ80              | 17 d'agost de 2001     | Socorro              | LINEAR                 |
| 285900 | 2001 QH86              | 17 d'agost de 2001     | Palomar              | NEAT                   |

## 285901-286000
| Nom    | Designació provisional | Data de descobriment   | Lloc de descobriment | Descobridor/s  |
| ------ | ---------------------- | ---------------------- | -------------------- | -------------- |
| 285901 | 2001 QL88              | 22 d'agost de 2001     | Kitt Peak            | Spacewatch     |
| 285902 | 2001 QS99              | 19 d'agost de 2001     | Socorro              | LINEAR         |
| 285903 | 2001 QK102             | 19 d'agost de 2001     | Socorro              | LINEAR         |
| 285904 | 2001 QH103             | 19 d'agost de 2001     | Socorro              | LINEAR         |
| 285905 | 2001 QC122             | 19 d'agost de 2001     | Socorro              | LINEAR         |
| 285906 | 2001 QQ123             | 19 d'agost de 2001     | Socorro              | LINEAR         |
| 285907 | 2001 QX126             | 20 d'agost de 2001     | Socorro              | LINEAR         |
| 285908 | 2001 QD131             | 20 d'agost de 2001     | Socorro              | LINEAR         |
| 285909 | 2001 QF143             | 21 d'agost de 2001     | Kitt Peak            | Spacewatch     |
| 285910 | 2001 QX148             | 21 d'agost de 2001     | Haleakala            | NEAT           |
| 285911 | 2001 QN150             | 22 d'agost de 2001     | Socorro              | LINEAR         |
| 285912 | 2001 QD155             | 23 d'agost de 2001     | Anderson Mesa        | LONEOS         |
| 285913 | 2001 QQ156             | 23 d'agost de 2001     | Anderson Mesa        | LONEOS         |
| 285914 | 2001 QP161             | 23 d'agost de 2001     | Anderson Mesa        | LONEOS         |
| 285915 | 2001 QE164             | 21 d'agost de 2001     | Palomar              | NEAT           |
| 285916 | 2001 QT168             | 26 d'agost de 2001     | Haleakala            | NEAT           |
| 285917 | 2001 QC172             | 25 d'agost de 2001     | Socorro              | LINEAR         |
| 285918 | 2001 QX175             | 23 d'agost de 2001     | Kitt Peak            | Spacewatch     |
| 285919 | 2001 QU183             | 21 d'agost de 2001     | Desert Eagle         | W. K. Y. Yeung |
| 285920 | 2001 QV183             | 21 d'agost de 2001     | Kitt Peak            | Spacewatch     |
| 285921 | 2001 QD192             | 22 d'agost de 2001     | Socorro              | LINEAR         |
| 285922 | 2001 QC212             | 23 d'agost de 2001     | Anderson Mesa        | LONEOS         |
| 285923 | 2001 QN213             | 23 d'agost de 2001     | Anderson Mesa        | LONEOS         |
| 285924 | 2001 QF217             | 23 d'agost de 2001     | Anderson Mesa        | LONEOS         |
| 285925 | 2001 QM219             | 23 d'agost de 2001     | Kitt Peak            | Spacewatch     |
| 285926 | 2001 QS222             | 24 d'agost de 2001     | Anderson Mesa        | LONEOS         |
| 285927 | 2001 QN233             | 24 d'agost de 2001     | Socorro              | LINEAR         |
| 285928 | 2001 QP243             | 24 d'agost de 2001     | Socorro              | LINEAR         |
| 285929 | 2001 QF252             | 25 d'agost de 2001     | Socorro              | LINEAR         |
| 285930 | 2001 QP253             | 25 d'agost de 2001     | Socorro              | LINEAR         |
| 285931 | 2001 QB254             | 25 d'agost de 2001     | Anderson Mesa        | LONEOS         |
| 285932 | 2001 QA262             | 25 d'agost de 2001     | Socorro              | LINEAR         |
| 285933 | 2001 QZ278             | 19 d'agost de 2001     | Socorro              | LINEAR         |
| 285934 | 2001 QZ279             | 19 d'agost de 2001     | Socorro              | LINEAR         |
| 285935 | 2001 QV281             | 19 d'agost de 2001     | Socorro              | LINEAR         |
| 285936 | 2001 QP286             | 17 d'agost de 2001     | Palomar              | NEAT           |
| 285937 | 2001 QU317             | 20 d'agost de 2001     | Cerro Tololo         | M. W. Buie     |
| 285938 | 2001 QM323             | 27 d'agost de 2001     | Palomar              | NEAT           |
| 285939 | 2001 QE327             | 23 d'agost de 2001     | Haleakala            | NEAT           |
| 285940 | 2001 QE330             | 25 d'agost de 2001     | Socorro              | LINEAR         |
| 285941 | 2001 QO334             | 27 d'agost de 2001     | Kitt Peak            | Spacewatch     |
| 285942 | 2001 QC335             | 27 d'agost de 2001     | Palomar              | NEAT           |
| 285943 | 2001 RB4               | 8 de setembre de 2001  | Socorro              | LINEAR         |
| 285944 | 2001 RZ11              | 10 de setembre de 2001 | Socorro              | LINEAR         |
| 285945 | 2001 RW13              | 10 de setembre de 2001 | Socorro              | LINEAR         |
| 285946 | 2001 RA15              | 10 de setembre de 2001 | Socorro              | LINEAR         |
| 285947 | 2001 RL18              | 7 de setembre de 2001  | Socorro              | LINEAR         |
| 285948 | 2001 RA20              | 7 de setembre de 2001  | Socorro              | LINEAR         |
| 285949 | 2001 RJ21              | 7 de setembre de 2001  | Socorro              | LINEAR         |
| 285950 | 2001 RS21              | 7 de setembre de 2001  | Socorro              | LINEAR         |
| 285951 | 2001 RK22              | 7 de setembre de 2001  | Socorro              | LINEAR         |
| 285952 | 2001 RX22              | 7 de setembre de 2001  | Socorro              | LINEAR         |
| 285953 | 2001 RB23              | 7 de setembre de 2001  | Socorro              | LINEAR         |
| 285954 | 2001 RG30              | 7 de setembre de 2001  | Socorro              | LINEAR         |
| 285955 | 2001 RE33              | 8 de setembre de 2001  | Socorro              | LINEAR         |
| 285956 | 2001 RQ37              | 8 de setembre de 2001  | Socorro              | LINEAR         |
| 285957 | 2001 RN41              | 11 de setembre de 2001 | Socorro              | LINEAR         |
| 285958 | 2001 RD55              | 12 de setembre de 2001 | Socorro              | LINEAR         |
| 285959 | 2001 RJ60              | 12 de setembre de 2001 | Socorro              | LINEAR         |
| 285960 | 2001 RD64              | 10 de setembre de 2001 | Socorro              | LINEAR         |
| 285961 | 2001 RN66              | 10 de setembre de 2001 | Socorro              | LINEAR         |
| 285962 | 2001 RS73              | 10 de setembre de 2001 | Socorro              | LINEAR         |
| 285963 | 2001 RD87              | 11 de setembre de 2001 | Anderson Mesa        | LONEOS         |
| 285964 | 2001 RD95              | 11 de setembre de 2001 | Anderson Mesa        | LONEOS         |
| 285965 | 2001 RS96              | 12 de setembre de 2001 | Kitt Peak            | Spacewatch     |
| 285966 | 2001 RZ97              | 12 de setembre de 2001 | Kitt Peak            | Spacewatch     |
| 285967 | 2001 RL99              | 12 de setembre de 2001 | Socorro              | LINEAR         |
| 285968 | 2001 RY103             | 12 de setembre de 2001 | Socorro              | LINEAR         |
| 285969 | 2001 RC105             | 12 de setembre de 2001 | Socorro              | LINEAR         |
| 285970 | 2001 RL108             | 12 de setembre de 2001 | Socorro              | LINEAR         |
| 285971 | 2001 RW109             | 12 de setembre de 2001 | Socorro              | LINEAR         |
| 285972 | 2001 RK111             | 12 de setembre de 2001 | Socorro              | LINEAR         |
| 285973 | 2001 RS111             | 12 de setembre de 2001 | Socorro              | LINEAR         |
| 285974 | 2001 RH112             | 12 de setembre de 2001 | Socorro              | LINEAR         |
| 285975 | 2001 RP116             | 12 de setembre de 2001 | Socorro              | LINEAR         |
| 285976 | 2001 RT116             | 12 de setembre de 2001 | Socorro              | LINEAR         |
| 285977 | 2001 RM122             | 12 de setembre de 2001 | Socorro              | LINEAR         |
| 285978 | 2001 RP129             | 12 de setembre de 2001 | Socorro              | LINEAR         |
| 285979 | 2001 RA132             | 12 de setembre de 2001 | Socorro              | LINEAR         |
| 285980 | 2001 RB140             | 12 de setembre de 2001 | Socorro              | LINEAR         |
| 285981 | 2001 RZ144             | 7 de setembre de 2001  | Palomar              | NEAT           |
| 285982 | 2001 RH145             | 8 de setembre de 2001  | Socorro              | LINEAR         |
| 285983 | 2001 RU145             | 8 de setembre de 2001  | Socorro              | LINEAR         |
| 285984 | 2001 RG149             | 10 de setembre de 2001 | Anderson Mesa        | LONEOS         |
| 285985 | 2001 RM149             | 10 de setembre de 2001 | Anderson Mesa        | LONEOS         |
| 285986 | 2001 RE150             | 11 de setembre de 2001 | Anderson Mesa        | LONEOS         |
| 285987 | 2001 RH150             | 11 de setembre de 2001 | Anderson Mesa        | LONEOS         |
| 285988 | 2001 RA156             | 11 de setembre de 2001 | Kitt Peak            | Spacewatch     |
| 285989 | 2001 SG2               | 17 de setembre de 2001 | Desert Eagle         | W. K. Y. Yeung |
| 285990 | 2001 SK9               | 17 de setembre de 2001 | Socorro              | LINEAR         |
| 285991 | 2001 SH15              | 16 de setembre de 2001 | Socorro              | LINEAR         |
| 285992 | 2001 SG25              | 16 de setembre de 2001 | Socorro              | LINEAR         |
| 285993 | 2001 SU51              | 16 de setembre de 2001 | Socorro              | LINEAR         |
| 285994 | 2001 SW59              | 17 de setembre de 2001 | Socorro              | LINEAR         |
| 285995 | 2001 SJ62              | 17 de setembre de 2001 | Socorro              | LINEAR         |
| 285996 | 2001 SH68              | 17 de setembre de 2001 | Socorro              | LINEAR         |
| 285997 | 2001 SW76              | 16 de setembre de 2001 | Socorro              | LINEAR         |
| 285998 | 2001 SQ77              | 19 de setembre de 2001 | Socorro              | LINEAR         |
| 285999 | 2001 SJ84              | 20 de setembre de 2001 | Socorro              | LINEAR         |
| 286000 | 2001 SU84              | 20 de setembre de 2001 | Socorro              | LINEAR         |